# Brosse (outil)
Pour les articles homonymes, voir Brosse.

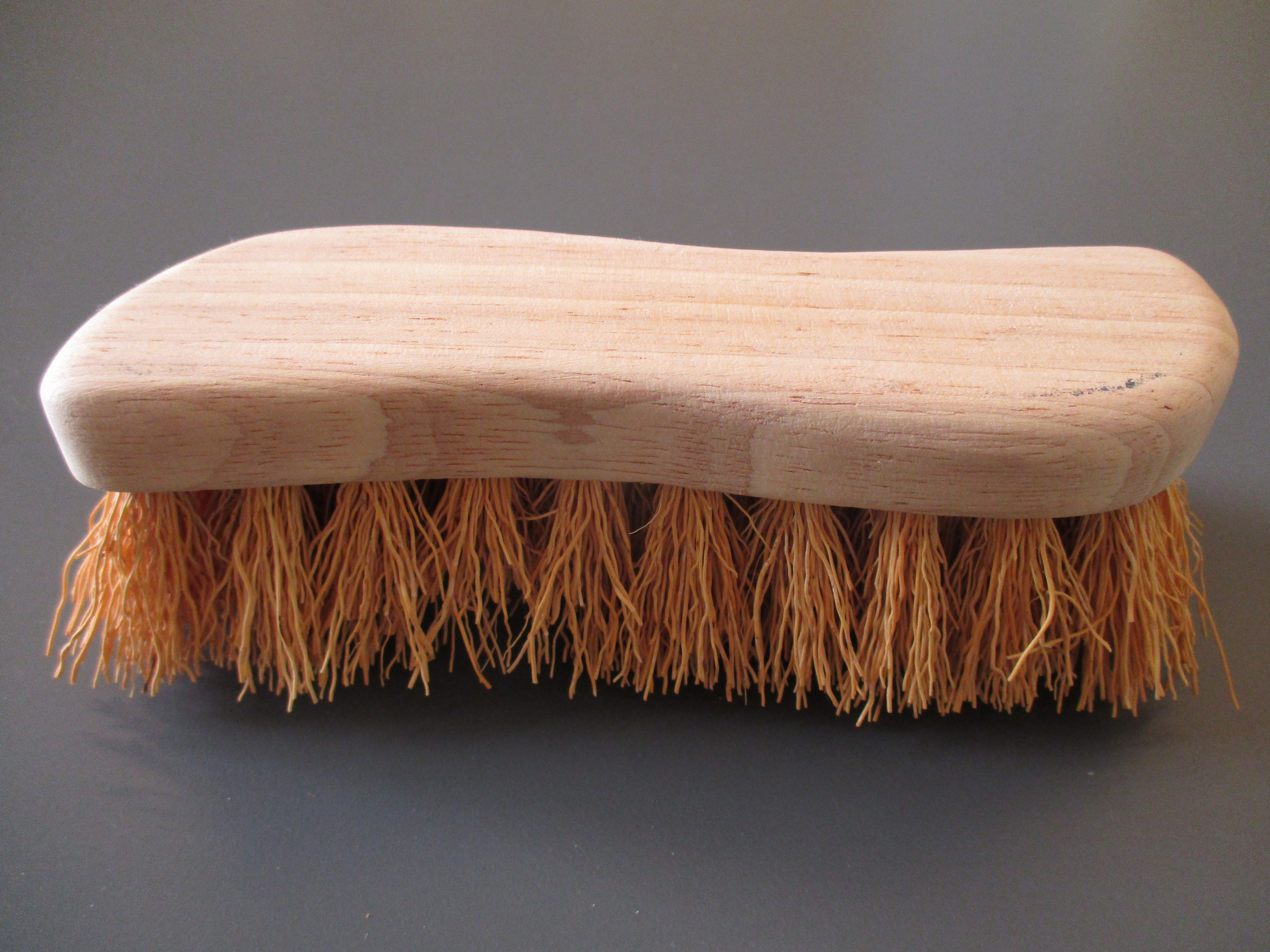
Brosse à laver dite aussi brosse chiendent, brosse à lessiver, brosse à main.

Une brosse est généralement définie comme un outil ou un ustensile de nettoyage constitué de touffes de filaments de matières diverses (végétales, animales, métalliques, synthétiques), fixées sur un support,,. Les brosses sont principalement connues comme ustensiles de ménage et de toilette mais elles servent à des tâches très variées dans de nombreux domaines dont l'art, l'artisanat et l'industrie.
Les brosses comprennent les balais et balayettes (des brosses emmanchées), les époussettes (des brosses sans manches), les écouvillons et goupillons (des brosses à montures de fil métallique torsadé), les pinceaux pour l'art et le bâtiment.

## Généralités

### Étymologie
Les étymologies avancées pour le mot brosse se rapportent à des végétaux et des choses hérissées. Brosse pourrait venir du latin populaire bruscia, pousse d'arbre, lui-même issu du latin bruscum, excroissance ligneuse. Au XIIe siècle, broce apparaît dans la langue française et désigne des broussailles ; vers 1300, broisse prend le sens d'ustensile de nettoyage garni de poils. Aujourd'hui, le toponyme Brosse, La Brosse, s'applique toujours à des lieux broussailleux (sans impliquer qu'ils aient fourni des matières pour les brosses). Une autre origine, discutée, pourrait être le gaulois wroikos, bruyère (matière utilisée pour les balais), qui aurait donné broccus, dent saillante, puis broccia, signifiant " qui a des dents, des épines ". L'hypothèse du germanique burstja, chose hérissée, est contestée.

### Composition
Une brosse se compose ,:

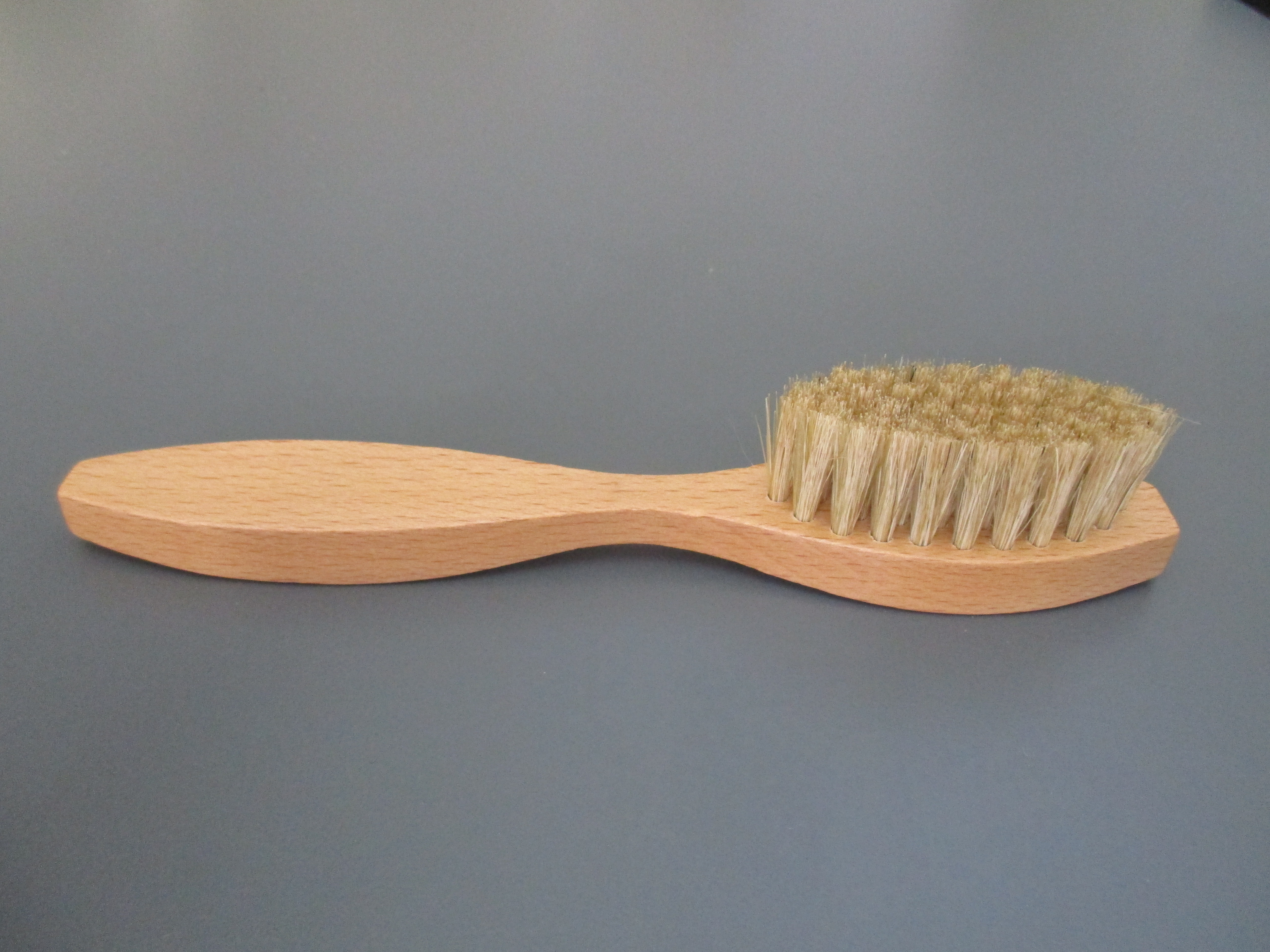
Brosse de cirage composée d'une monture à manche et de touffes de soies de porcs (Andrée Jardin).

- d'une monture ou support, avec ou sans manche,
- de touffes de fibres ou filaments,
- d'un moyen d'assemblage de la monture et des touffes : fil, agrafe ou ancre en métal, substance adhérente.

Les fibres ou filaments constituent les matières de garnissage. Les fibres sont généralement pliées en deux pour former une touffe, la partie visible des touffes est appelée la sortie. Les touffes sont aussi nommées loquets ou pions, mouchet en Suisse,. L'implantation des fibres sur le support (la disposition des rangs de touffes) peut être : parallèle, en quinconce, sur une, deux ou plusieurs faces, en hélice, en chevron.

### Les familles de brosses
Les brosses sont réparties traditionnellement en cinq familles, chacune est une fabrication spécialisée de la brosserie, l'activité industrielle ou artisanale qui produit les :
- brosses de ménage,
- brosses de toilette,
- brosses industrielles ou techniques,
- brosses à peindre (pinceaux pour le bâtiment),
- pinceaux d'art ou de maquillage dits pinceaux fins[12].

À ces familles, peut s'ajouter la catégorie récente des brosses d'hygiène professionnelle qui comprend les brosses spécifiques destinées aux activités à hygiène réglementée : secteur de l'agroalimentaire, hôpitaux etc..

### Mode d'action des brosses
Les brosses sont des outils simples d'une grande adaptabilité. En conséquence, elles ont des usages innombrables, aussi bien courants que spécialisés, plus de 200 verbes s'appliquant à des opérations effectuées par des brosses ont été recensés.
D'un point de vue technique, les brosses opèrent à la façon de racloirs qui traitent des surfaces en percussion posée, « elles réalisent toutes les opérations possibles par frottement : des frôlements infimes aux grattages agressifs ». Une brosse agit avec l'extrémité de ses fibres. L'action d'une brosse tient en grande partie aux propriétés de celles-ci. Les fibres, de petite taille, permettent aux brosses de réaliser notamment des tâches fines, par exemple dépoussiérer, poudrer, compter etc. Certaines tâches ne peuvent être accomplies que par des brosses.

## Matières premières
Les brosses utilisent une grande diversité de matières premières. Celles des deux principales parties des brosses, la monture et les fibres, peuvent être d'origine végétale, animale, métallique ou synthétique. Elles sont choisies en fonction de l'action recherchée, de l'objet traité (matière, surface, résistance) mais aussi du contexte d'utilisation de la brosse : température, humidité, contraintes mécaniques, chimiques etc..
Les matières synthétiques, autant pour les montures que pour les fibres, sont aujourd'hui les plus utilisées,. Cependant, les matières naturelles, notamment végétales, restent beaucoup employées pour des raisons techniques et esthétiques : par tradition (la brosserie est un métier du bois), par goût du naturel, et pour leurs propriétés difficilement remplaçables, notamment pour les fibres naturelles, antistatiques,.

### Les matières de garnissage: les fibres
Nombreuses, les fibres possèdent des propriétés variées, différents degrés de résistance à l'abrasion (l'usure), à l'eau, à la chaleur et aux produits chimiques. La densité des touffes, leurs implantation, hauteur, inclinaison, espacement, font aussi varier leur action. Ces paramètres permettent de concevoir des brosses pour toutes sortes d'usages .
Selon leur variété, les fibres sont conditionnées en bottes de 4  à   10 centimètres de diamètre, et de 4  à   120 centimètres de long. En brosserie, la longueur des fibres utilisée pour fabriquer une brosse est appelée tirure.
Les fibres naturelles, végétales et animales, ont en commun la nécessité de devoir être préparées avant la fabrication des brosses. Irrégulières car naturelles, elles sont difficiles à employer en fabrication mécanique. Importées, ces fibres sont sensibles à la géopolitique, en cas d'aléas régionaux (climatiques, économiques, politiques), leur approvisionnement est difficile et leur prix varie. Aussi les fibres synthétiques, moins coûteuses, faciles d'approvisionnement, tendent à la remplacer.

#### Les fibres végétales

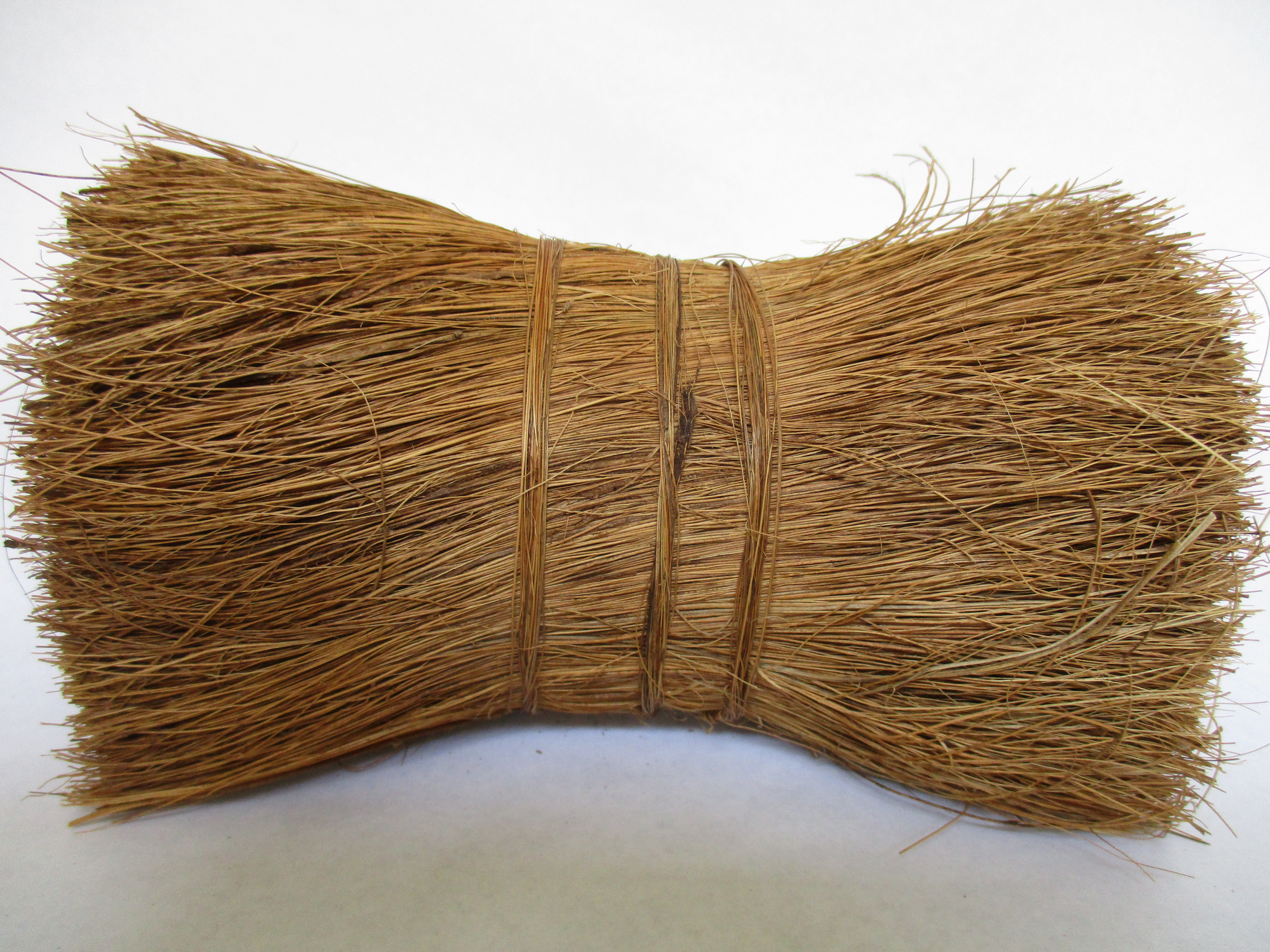
Botte de fibres de coco.

Les fibres végétales, les plus anciennes utilisées car ramassées, ont longtemps été issues de plantes autochtones. En Europe par exemple, les branchages de bouleau, de bruyère, de genêt dit genêt à balais, ont servi à confectionner des balais. Les brosseries emploient aujourd'hui des fibres végétales commercialisées qui proviennent principalement des pays tropicaux. Sous leur climat à deux saisons, l'une humide, l'autre sèche, les plantes se gorgent d'eau et développent des structures de stockage importantes. Elles donnent des fibres très solides, résistantes à l'usure, la chaleur, certaines à l'humidité, aux produits chimiques.

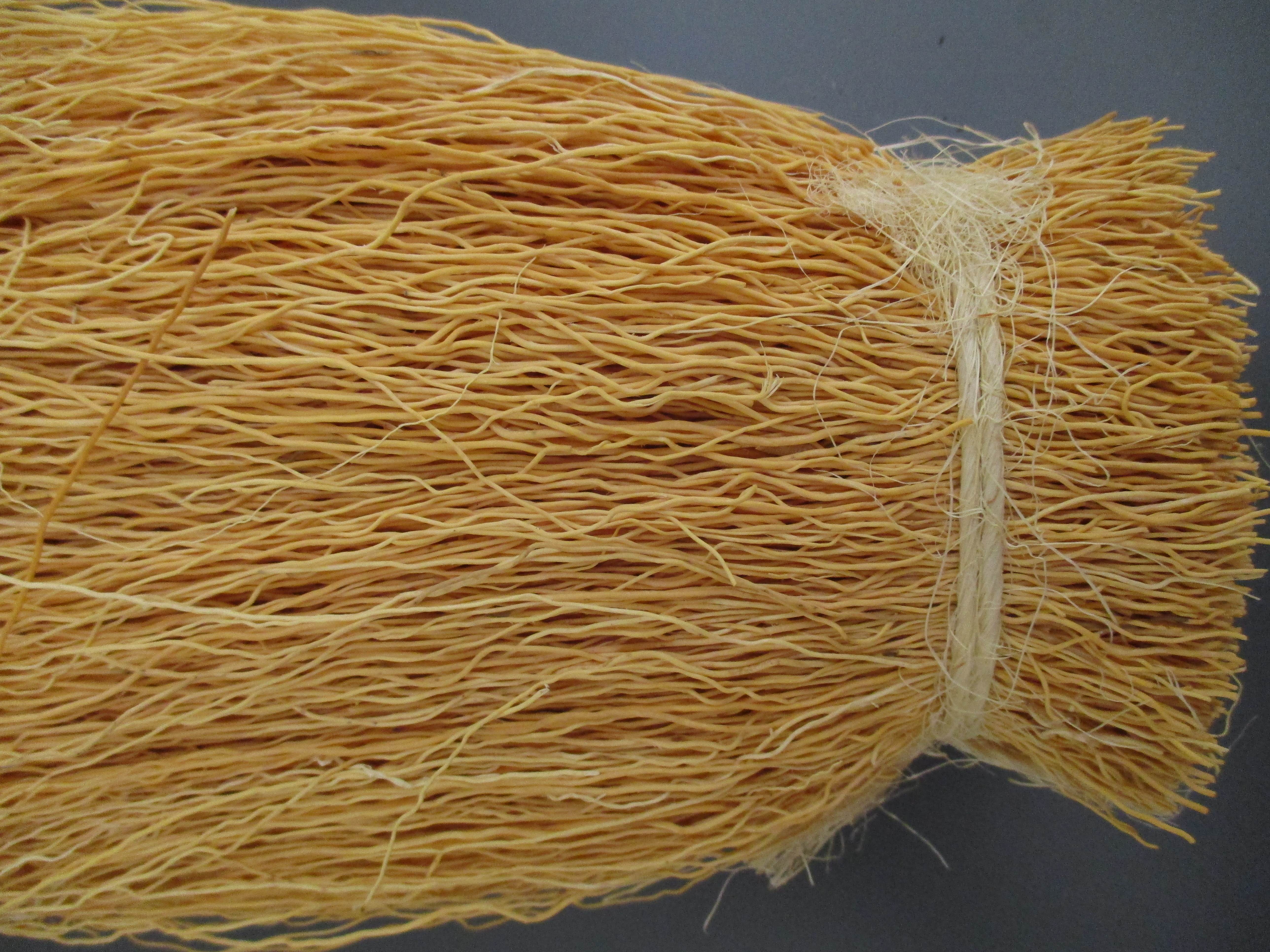
Racine de chiendent.

Sur leur lieu d'origine, ces plantes sont exploitées, récoltées, soigneusement préparées suivant un processus propre à chacune. Les fibres végétales sont tirées différentes parties des plantes : racine, écorce, tige, feuille, fruit. Ces fibres portent souvent le nom de leur plante pourvoyeuse. Les principales,, sont :
- le coco :
- tiré de l'enveloppe de la noix de coco de cocotiers (cocos nucifera) d'Inde, de Ceylan ;
- il est souple, léger, économique, il retient les salissures[29] ;
- il sert pour les balais et balayettes employés à sec.

- le chiendent :

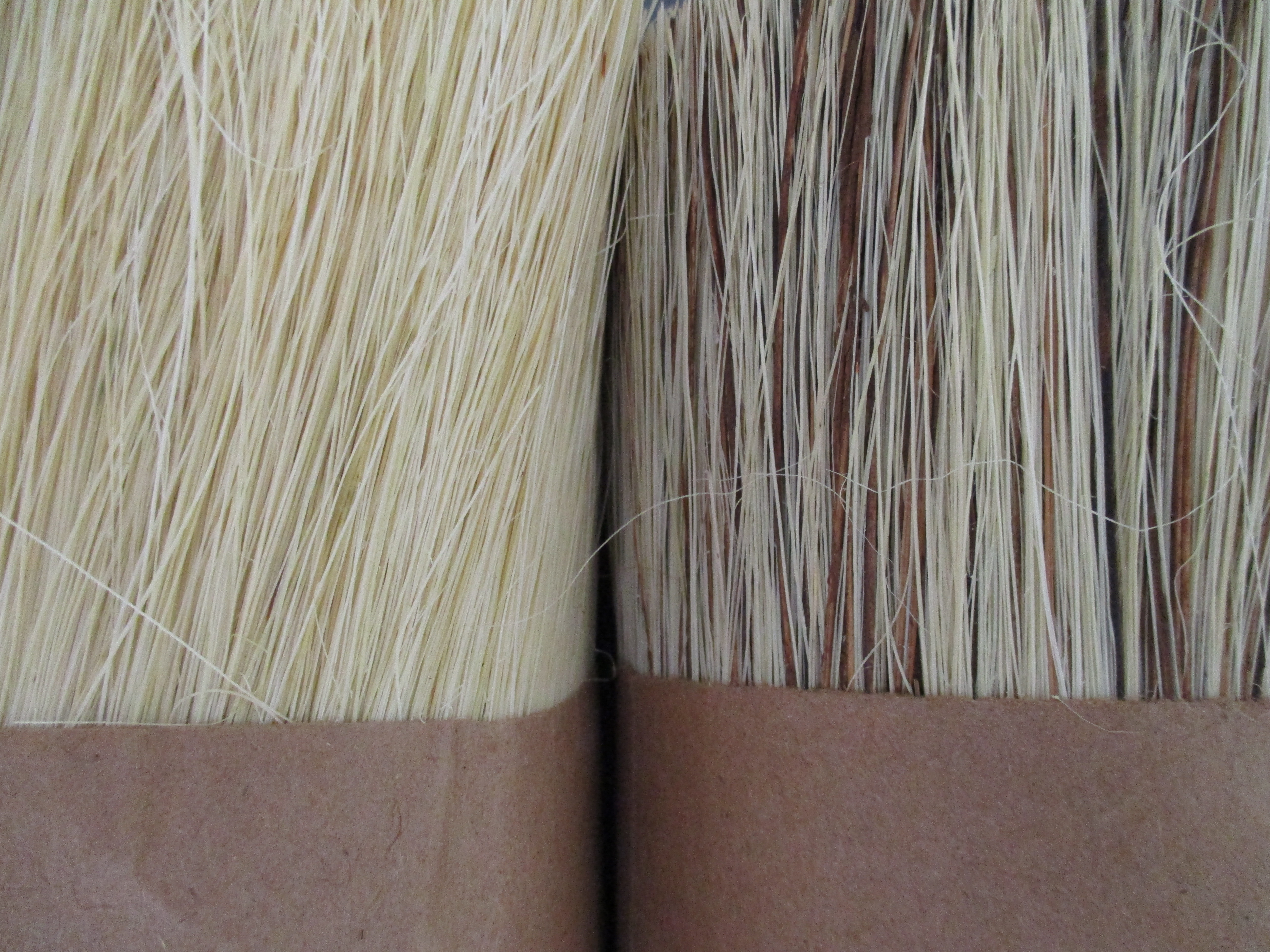
Bottes de fibres de tampico et de mélange union.

- tiré de la racine d'une variété de chiendent cultivée au Mexique ;
- il est très solide, résistant à l'eau ; ondulé, il retient l'humidité ;
- il sert pour les balais lave-pont, les brosses à laver.

- le tampico :
- tiré de la feuille d'agave lechuguilla du Mexique et du nom de la ville de ce pays ;
- il est fin, souple, nerveux, légèrement abrasif, résistant à l'eau et à la chaleur ;
- il sert pour des balayettes, brosses, brosses industrielles de polissage, brosses à peindre.

- l'arenga, la bassine, le madagascar, le piassava :
- tirés de palmiers : l'arenga du palmier Arenga pinnata d'Indonésie ; la bassine du palmier de Palmyre d'Inde et du Sri Lanka ; le madagascar du palmier vonitra de Madagascar ; le piassava du palmier bassad'Afrique ;Bottes de fibres de piassava et de bassine.

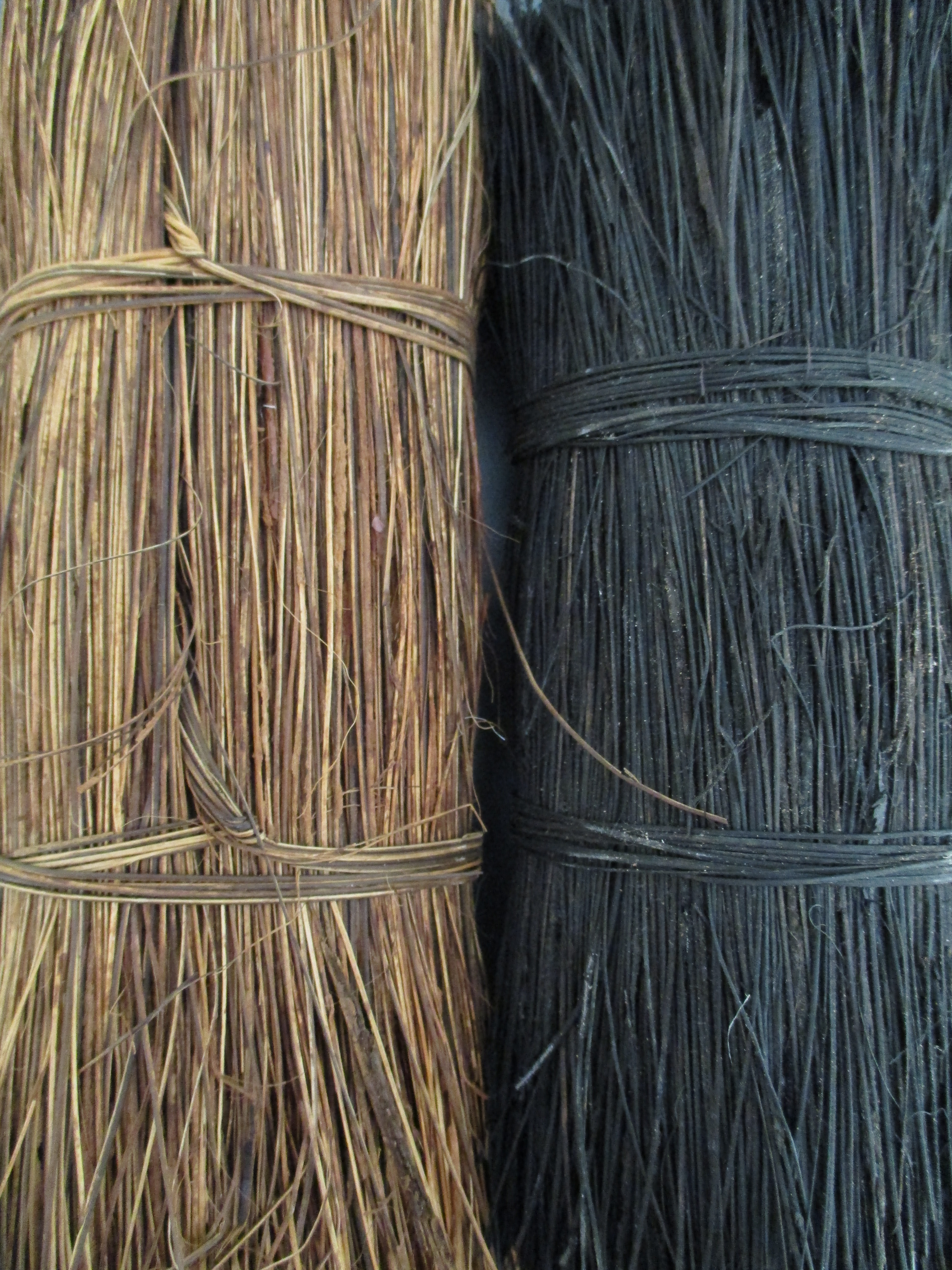
Bottes de fibres de piassava et de bassine.

- ces fibres sont très résistantes à l'usure et à la chaleur ;
- elles servent pour des balais d'extérieur, des brosse dures.

- la " paille de riz " :
- tirée de la tige du sorgho ou sorgo d'Europe du Sud,
- elle est souple et économique,
- elle sert pour des balais d'extérieur dits balais de paille.

On emploie aussi l'union ou mélange union ou mélange créole ou mélange éco(logique), composé de tampico et de bassine. Il sert pour des balais d'extérieur, des brosses de ménage.

#### Les fibres animales
Les principales fibres animales utilisées pour les brosses sont :
- la soie de porc,
- la soie de sanglier,
- le crin de cheval,
- le poil de chèvre,

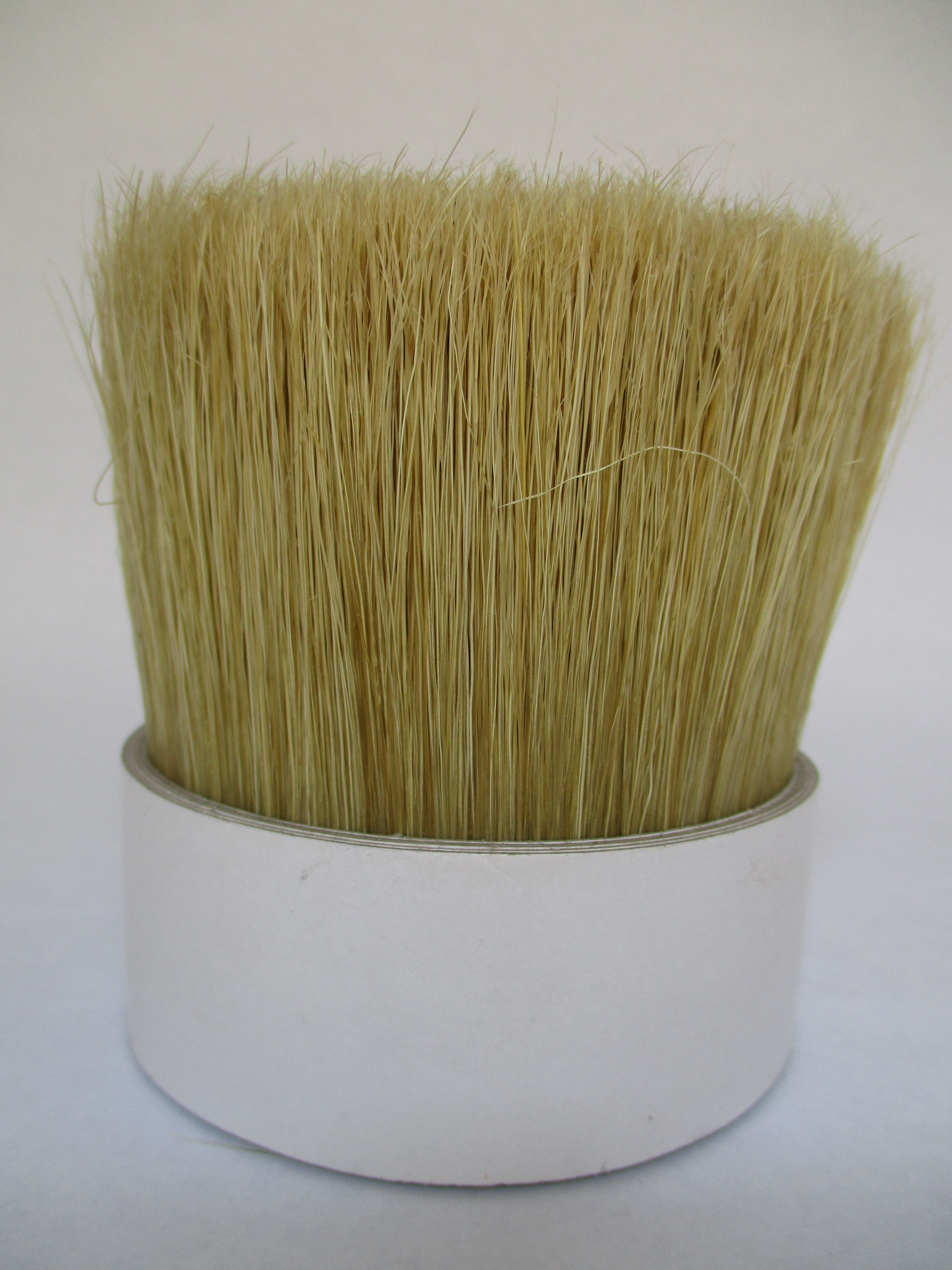
Botte de soies de porc blanches.

- quelques autres matières animales.

Ces fibres proviennent d'animaux de régions d'élevage traditionnel où ils vivent suffisamment longtemps pour que poussent des poils longs et solides. Elles existent en plusieurs couleurs (blanc, gris, marron, noir). Elles sont utilisées pures ou mélangées avec des fibres synthétiques pour des raisons économiques ou techniques.
La Chine est depuis le XIXe siècle le principal fournisseur de fibres animales notamment de soies. Jusqu'au milieu du XXe siècle, la Russie, la Bulgarie, la Pologne, fournissaient aussi des soies et leur collecte était aussi organisée en France.

##### Les soies de porc

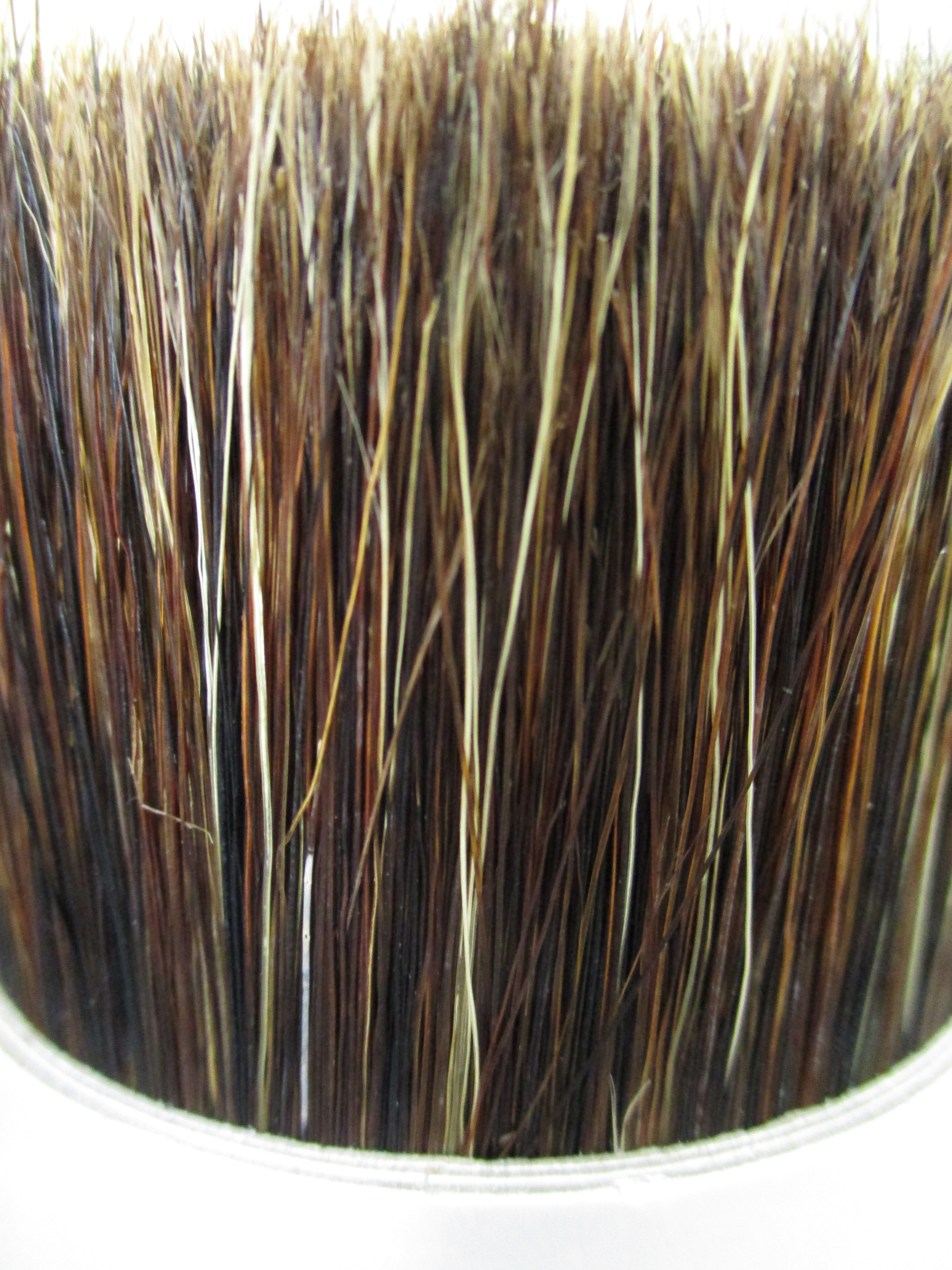
Botte de soies marron.

La soie de porc est une matière première essentielle en brosserie. Sa constitution lui confère des propriétés très recherchées pour les brosses. Composée d'écailles de kératine, elle comporte une racine (côté implanté dans la peau de l'animal), un corps, et une fleur à son extrémité,.
Les caractéristiques de la soie sont ,:
- sa fleur fourchue, particulière à la soie, qui permet les brossages délicats,
- sa conicité (son diamètre diminue vers son extrémité),
- son ressort ou résilience (la capacité à revenir droite) qui fait sa nervosité,
- sa solidité et sa souplesse,
- son canal interne qui la rend creuse et lui permet d'absorber et restituer les liquides.

Les soies servent dans toutes les catégories de brosses : de ménage, de toilette, brosses à peindre, pinceaux d'art, brosses industrielles. Selon les types de brosses, les soies sont employées avec ou sans la fleur ; en mélange tête-bêche alternant côté fleur, côté racine ; ou encore seulement côté racine.

##### La préparation des soies
Sur leur lieu de collecte, les soies sont prélevées de la peau par échaudage pour conserver la racine, puis elles subissent un long processus de nettoyage, lavage, triage. Pendant ce processus, elles sont redressées (cuites pour être rendues droites), alignées sur la racine (toutes orientées de ce côté) ; elles peuvent être blanchies, teintes. Enfin, elles sont mises en bottes par tirures (longueurs),.
Les soies passent ensuite par des préparateurs de fibres  qui réalisent, selon les directives des brossiers et les techniques de fabrication qui seront employées, des mélanges spécifiques pour les différents types de brosses et de pinceaux. Préparateur de fibres est un métier à part entière, rare. En France en 2017, pour quarante brosseries, il existe deux préparateurs,. Ce métier comporte des savoir-faire particuliers ; par exemple pour les soies de moins de trois centimètres, les mélanges sont faits à la main, les soies étant coniques et glissantes, leur manipulation difficile demande un tour de main.

##### Les soies de sanglier
De nature similaire aux soies de porc, celles de sanglier d'élevage, qualité Calcutta, proviennent d'Inde. La soie de sanglier, noire, est très forte et raide. Elle sert dans des fabrications de qualité : brosses à cheveux (elle est plus rigide et démêlante que le nylon), pinceaux d'art, brosses industrielles. Jusqu'au milieu du XXe siècle, les brosses à dents étaient en soies de sanglier, matière non hygiénique en raison du canal interne propice aux micro-organismes.

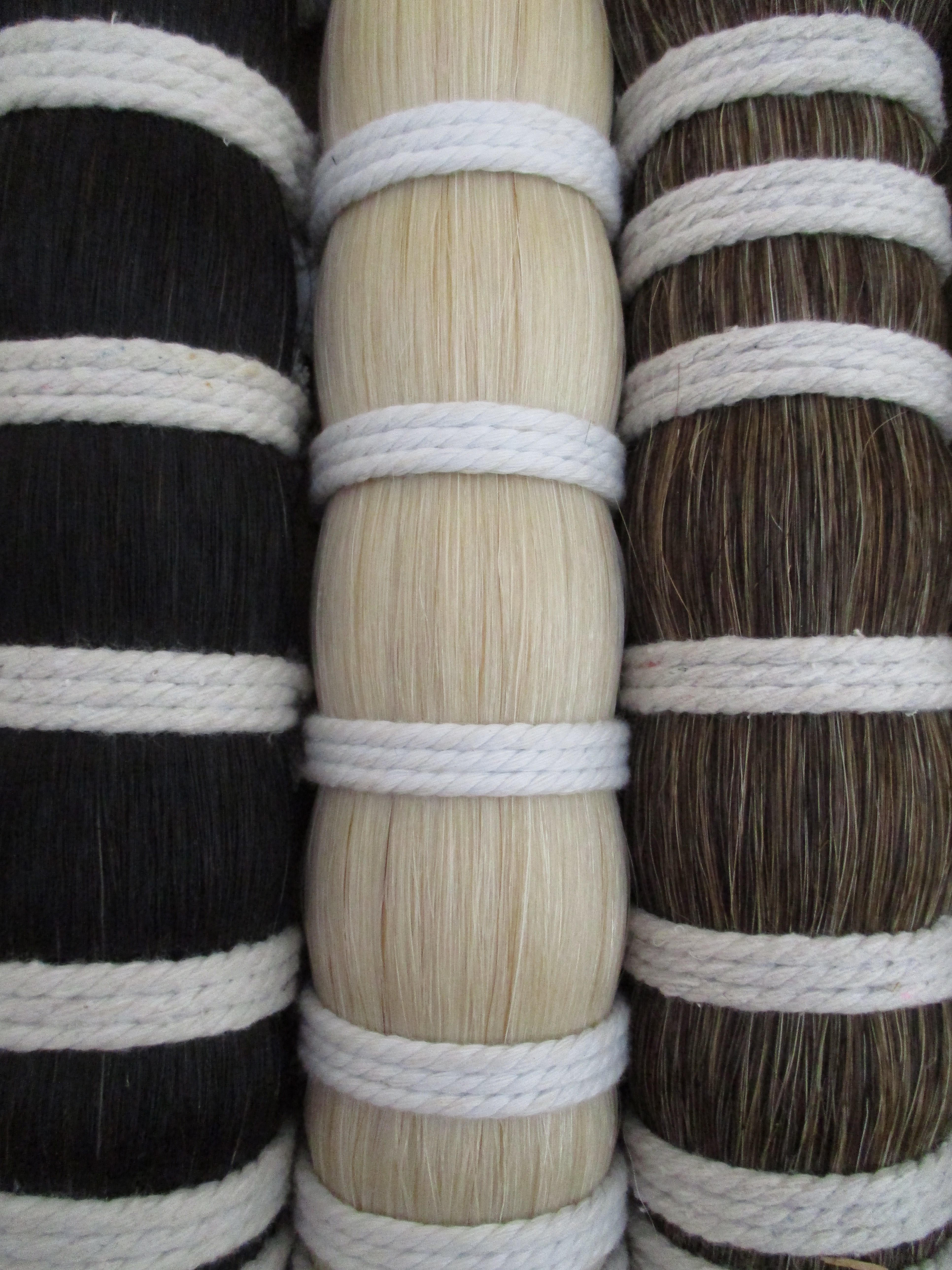
Bottes de crin noir, blanc et mixed.

##### Le crin de cheval
Le crin de cheval est moins nerveux que la soie mais fort, droit et résistant ; il provient principalement de la queue et de la crinière ; il est préparé de façon similaire aux soies,. Le crin est employé pour des brosses de ménage (balais d'intérieur, brosses de dépoussiérage, brosses à chaussures., etc.) et pour des brosses industrielles.

##### Les poils de chèvre de Chine
Les poils de chèvre sont d'une extrême finesse, très souples et très doux. Ils sont difficiles à mettre en œuvre, leur finesse est mal tolérée par les machines. Ils servent pour les brossages délicats : brosses à cheveux de bébé, pinceaux d'art et de maquillage et pour les brosses industrielles intervenant sur des surfaces sensibles.

##### Les autres matières animales
Quelques autres matières animales sont utilisées en brosserie :
- les poils de blaireaux pour les brosses de rasage dites blaireaux et des pinceaux d'art [50];
- les plumes d'autruche ou d'autres oiseaux pour les plumeaux [51];
- les poils fins pour les pinceaux d'art.

Autrefois on utilisait aussi :
- les calamus (tiges) de plumes d'oie fendues plusieurs fois pour les brosses à patiner les meubles cirés ;
- les fanons de baleine pour des brosses dures, les balais de voirie et brosses de balayeuses mécaniques[51].

#### Les fibres métalliques

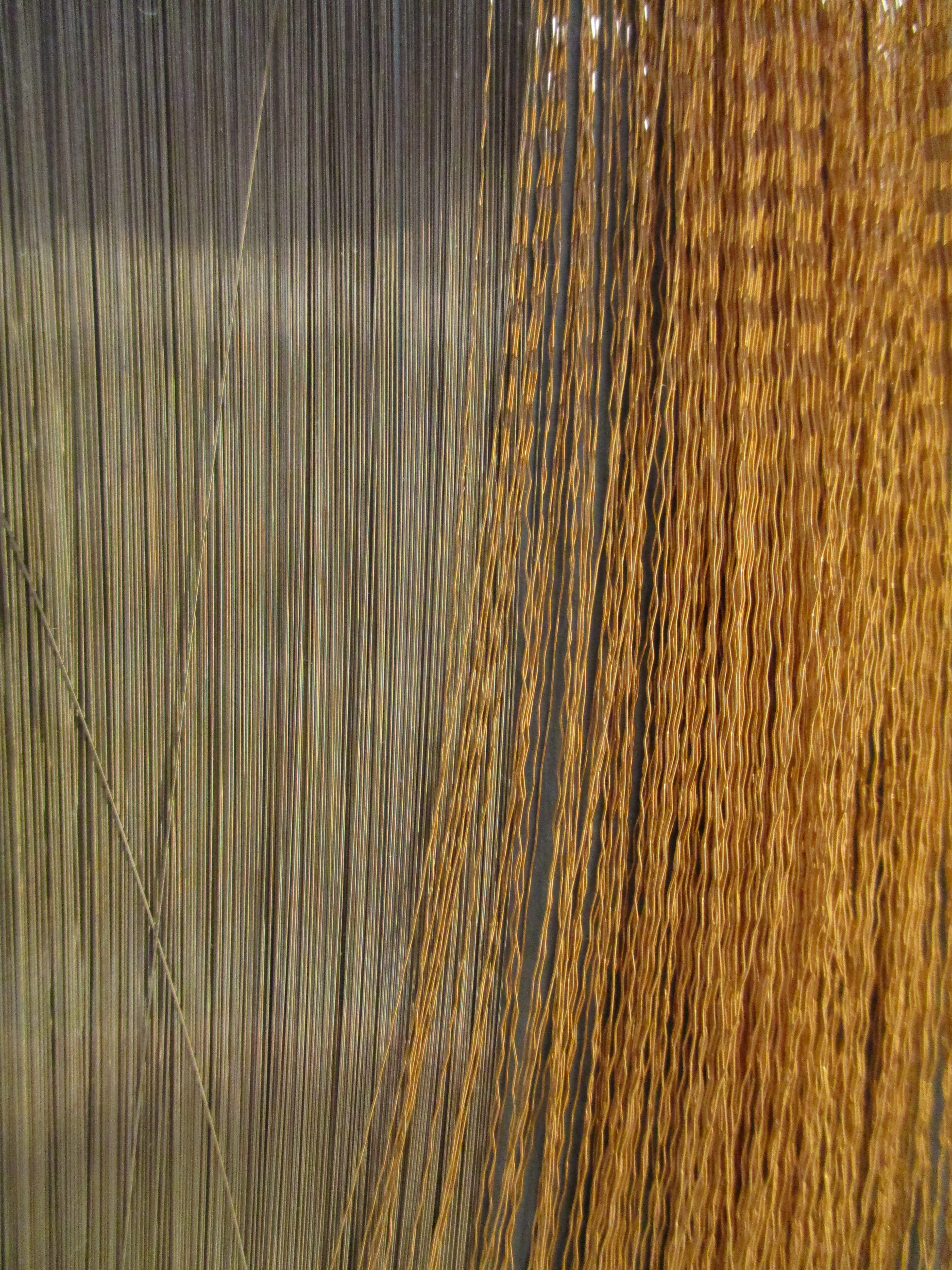
Fibres métalliques d'acier droit et bronze ondulé utilisées pour les brosses industrielles.

Les principaux métaux utilisés comme fibres sont l'acier (doux, trempé, laitonnée, inoxydable), le laiton, le bronze. Ces fibres peuvent être droites, plates, ondulées, torsadées, toronnées, assemblées en mèches au nombre de fils variable.
Les fibres métalliques servent pour des brosses industrielles : brosses à main (utilisées comme brosses de ménage ou outils de bricolage), écouvillons (par exemple de ramonage), brosses d'outils électroportatifs (type " ponceuse "), brosses montées sur des machines dont les strips, brosses faites d'une bande.
Ces fibres réalisent majoritairement des traitements de surface, soit des opérations d'abrasion plus ou moins profondes : ébavurage, décapage, polissage etc.. Elles traitent les métaux, le bois, la pierre, elles possèdent différents degrés de nervosité, chaque fibre a ses surfaces d'application,.
Les principales propriétés des fibres métalliques sont la résistance à la chaleur et leur conductibilité électrique évitant les charges électrostatiques dangereuses. Le laiton et le bronze, antidéflagrants, servent en milieux dangereux.

#### Les fibres synthétiques

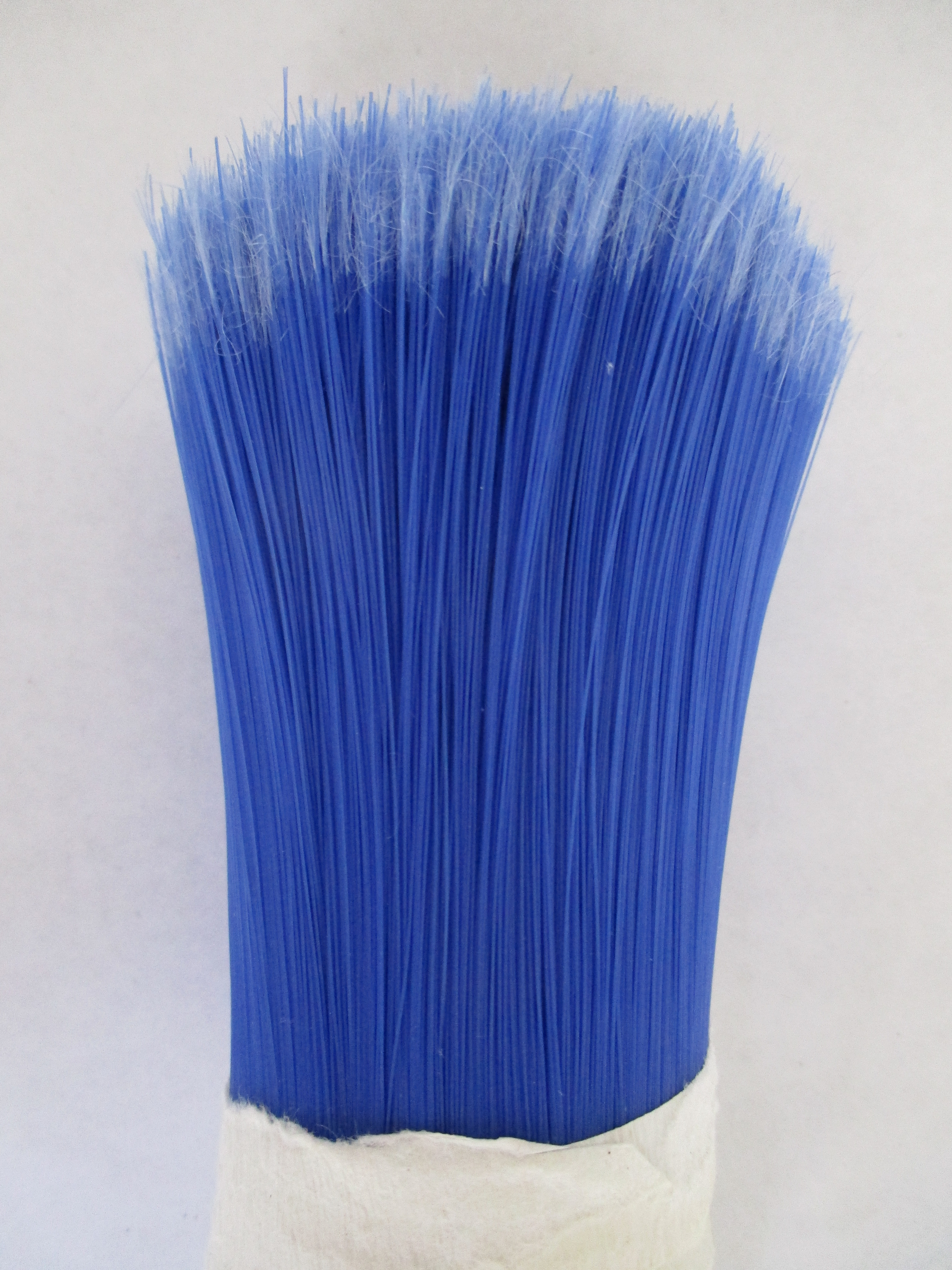
Botte de fibres polyamide fleurées pour balai (préparation Moissonnier).

Les fibres synthétiques, de qualité régulière, économiques et faciles d'approvisionnement, sont aujourd'hui les plus utilisées. Elles sont un domaine d'innovations en brosserie. Les principales sont :

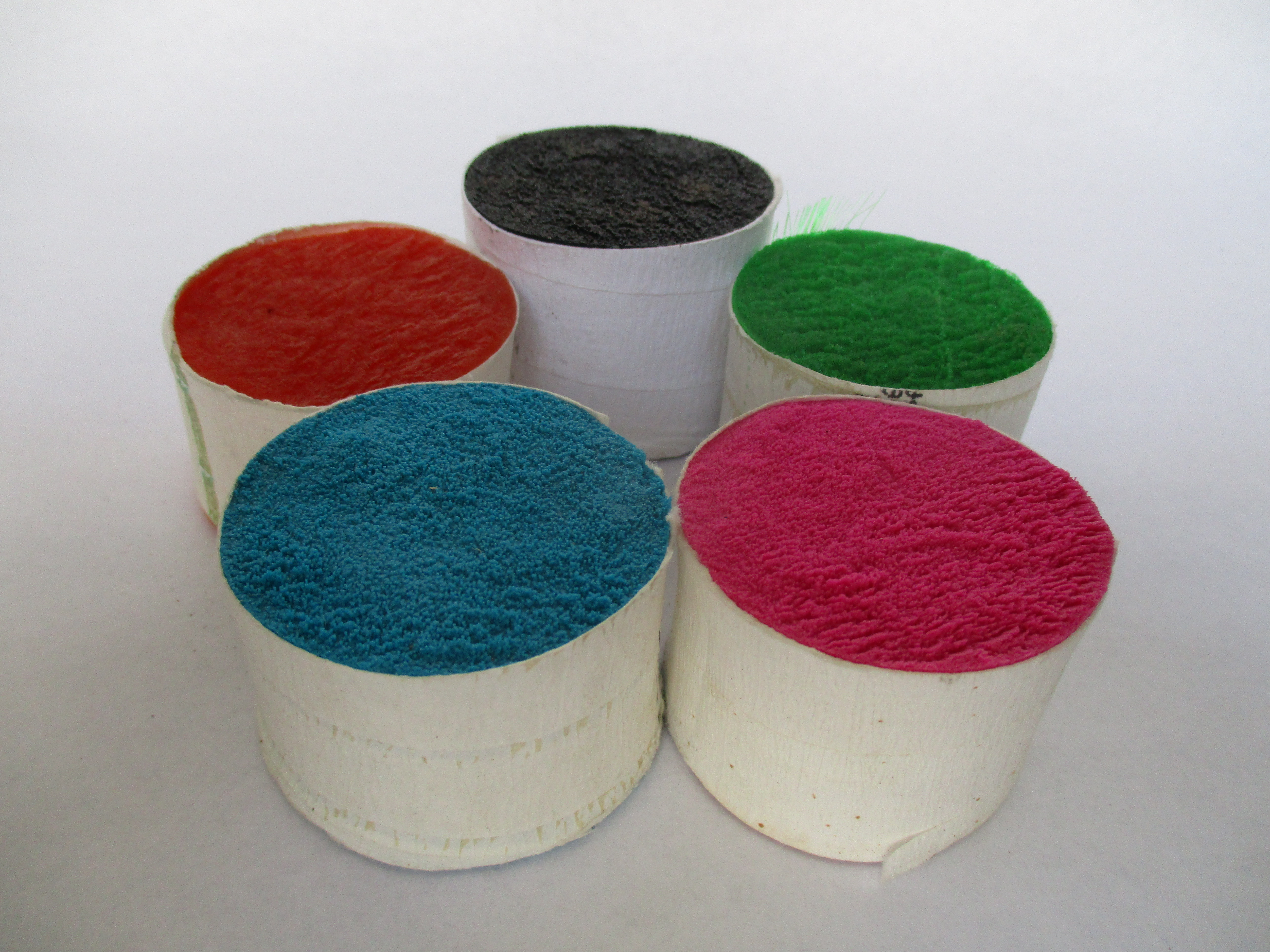
Bottes de nylon pour brosses à dents.

- les polyamides (PA) dont les nylon,
- le polychlorure de vinyle (PVC),
- les polyesters : polytéréphtalate d'éthylène (PET), polytéréphtalate de butylène (PBT),
- le polyéthylène (PE),
- le polypropylène (PP).

Ces filaments sont produits par extrusion et disponibles en différentes qualités, couleurs etc. Ils peuvent être droits, ondulés (pour imiter le chiendent), creux (pour gagner du poids) ; leur profil peut être rond, tri- ou quadrilobé, triloculaire (à trois trous) etc.. Leur extrémité peut être effilée (taillée en pointe chimiquement), lors de la préparation des fibres et des mélanges, celle-ci peut être fleurée (éclatée en brins mécaniquement pour imiter les soies). Certaines fibres sont des marques déposées : Rilsan®, Tynex® etc.
La première fibre synthétique utilisée pour les brosses a été le nylon inventé en 1935 aux États-Unis par Dupont de Nemours. Souple, fin, résistant à l'humidité, à l'usure et aux produits chimiques, il a de suite été appliqué aux brosses à dents. Au cours du XXe siècle et à mesure de leur mise au point, les différentes fibres synthétiques ont gagné toute la brosserie, leurs couleurs ont avivé les brosses.
Les fibres synthétiques sont employées dans toutes les catégories de brosses ,,:
- les polyamides (PA) dont les nylon :
- sont résistantes à l'abrasion et possèdent des propriétés diverses selon les variétés,
- elles servent dans les cinq familles de brosses : de ménage, de toilette, pinceaux d'art, brosses à peindre, brosses industrielles ;

- le polychlorure de vinyle (PVC) :
- est économique,

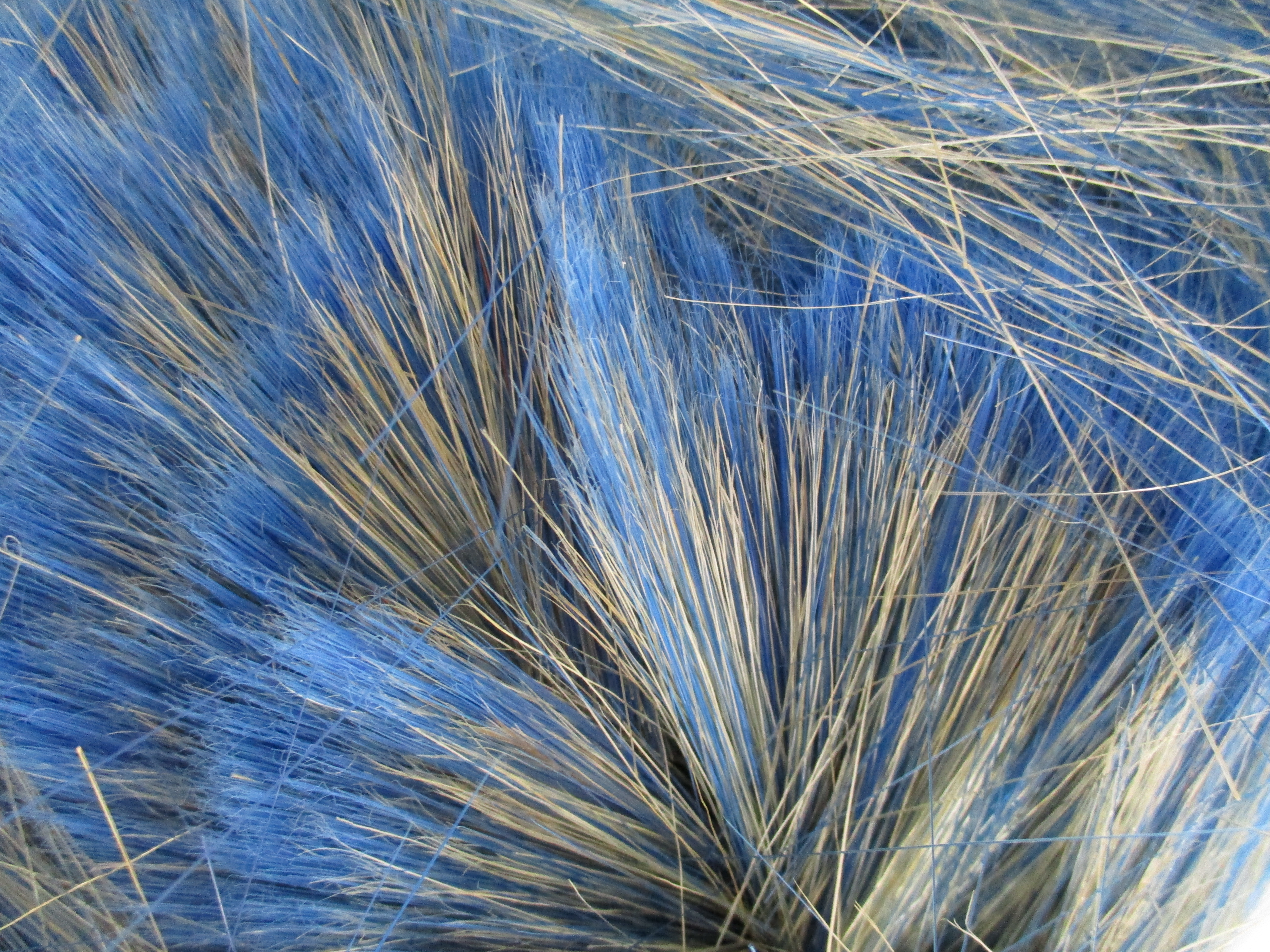
Mélange de fibres polyester (PBT) et de soies de porc pour brosses à peindre (pinceaux) (préparation Moissonnier).

- il sert pour les balais d'intérieur et d'extérieur, les balayettes[64] ;

- les polyesters (PBT, PET) :
- sont résistants à l'humidité, ils comprennent de nombreuses variétés,
- ils servent pour les brosses de ménage, brosses à peindre, brosses industrielles, brosses d'hygiène professionnelle ;

- le polypropylène (PP) :
- est très résistant à l'humidité, l'usure et aux produits chimiques,
- il sert pour les balais et brosses de ménage (de lavage)[64], les brosses industrielles.

Une catégorie spécifique de fibres synthétiques sont les fibres abrasives polyamides qui contiennent des grains d'oxyde d'aluminium, de carbure de silicium, de zirconium, de diamant etc., de différents diamètres. Ces abrasifs ont des effets proches des fibres métalliques et sont aussi utilisés pour des brosses industrielles et sur des matières dures : métaux, pierres, béton, bois, céramique.
La brosserie d'hygiène professionnelle a, elle, l'obligation d'employer des fibres non poreuses, résistantes aux produits chimiques, aux températures de désinfection. Ces fibres, autorisées au contact alimentaire direct ou indirect avec les surface de traitement, sont souvent du PBT.

### Les montures
Les matières premières des montures de brosses sont des matières dures, régulières, supportant le perçage mécanique. Elles sont majoritairement végétales (bois) ou synthétiques. Les métaux sont aussi employés pour les manches à balais et surtout pour les brosses industrielles dont les montures sont usinées en brosserie. Autrefois des matières animales (os, corne, ivoire) servaient pour les brosses de toilette, l'os principalement pour les brosses à dents. Le répertoire des formes de montures, notamment de brosses de ménage, de toilette, de pinceaux, est assez établi même s'il donne lieu à des variations,.

#### Les bois de brosses

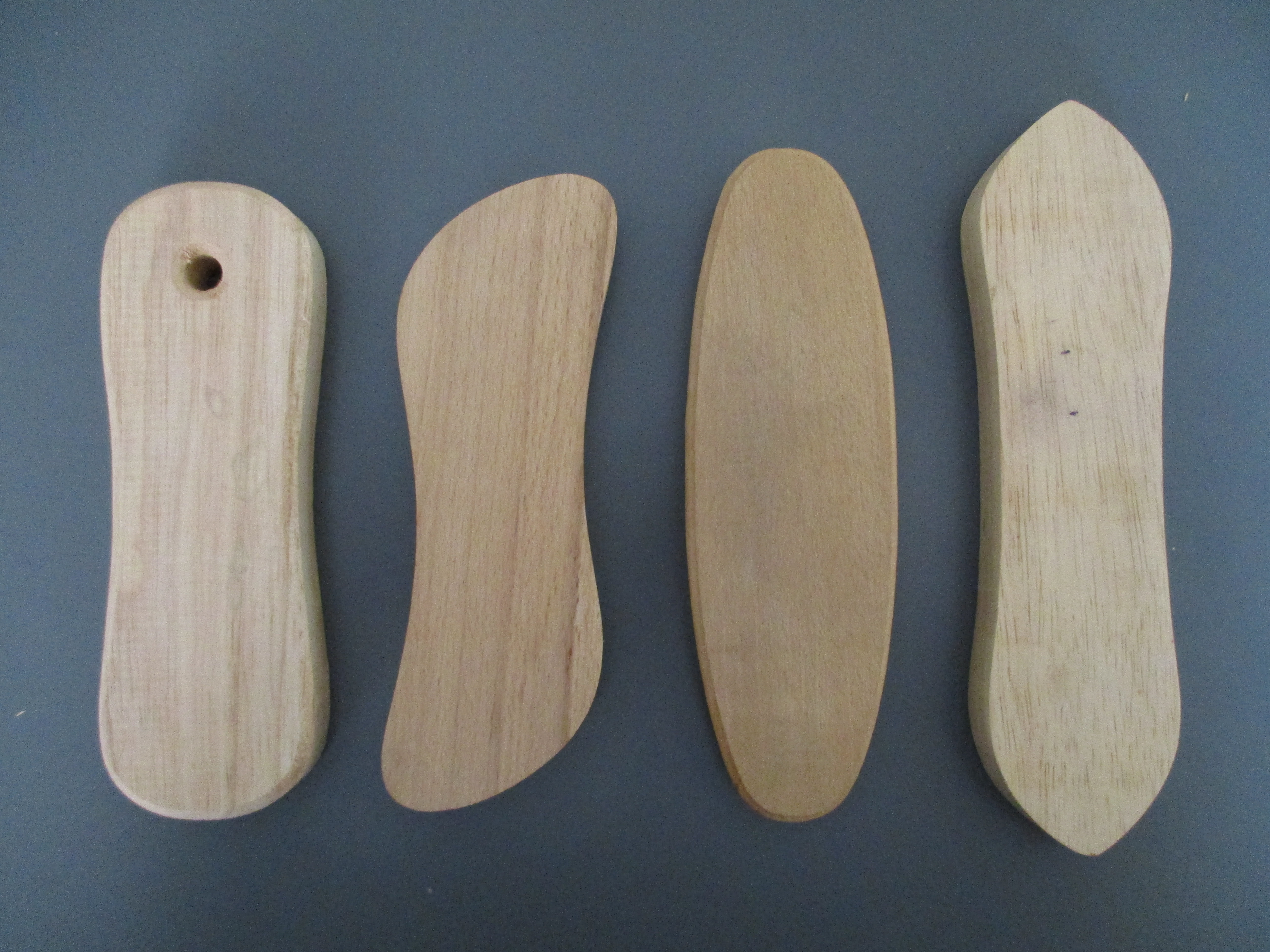
Montures de brosses à main en bois.

Le bois est la matière traditionnelle des montures appelées aussi bois de brosses. La principale essence utilisée est le hêtre, bois autochtone, courant, résistant, qui ne craint pas l'eau et sèche vite,. Il convient notamment aux brosses de ménage, de toilette, et aux brosses à peindre (pinceaux pour le bâtiment) qui seront mouillées. L'hévéa sert aussi pour les brosses de ménage et les brosses à peindre. Le pin maritime ou pin des Landes (pinus pinaster), rectiligne, fournit des manches à balais,. De nombreuses autres essences ont aussi été utilisées : aulne, bouleau, chêne, frêne, peuplier etc.,. Des essences exotiques aux qualités esthétiques (olivier, citronnier, bubinga, sappelli, avodiré) servent pour les brosses de toilette,. L'ébène et le palissandre sont réservés aux brosses montées à la main (principalement de toilette) car, une fois leurs soies usées, la monture peut être conservée et regarnie,. Les brosseries et les fabricants de bois de brosses s'orientent vers des bois issus de forêts gérées de façon durable, certifiés PEFC et FSC,.
La fabrication des montures en bois, autrefois effectuée dans les brosseries, est aujourd'hui majoritairement réalisée par des fabricants de bois de brosses spécialisés qui utilisent des techniques de menuiserie, de tournage sur bois etc.. Dans des planches débitées en morceaux, les montures sont tracées, découpées, façonnées etc.,. La préparation des montures de brosses haut de gamme (brosses de toilette, brosses à habits, à chaussures) demande un savoir-faire particulier. Elle peut encore être accomplie au sein des brosseries spécialisées dans ces articles. Elle nécessite une quinzaine d'opérations, celles de finissage sont minutieuses : ponçage, polissage, lustrage, teinture, vernissage,. Pour les brosses montées à la main, la préparation des montures en bois et en plexiglas comprend le perçage et le contreperçage de celles-ci (voir La fabrication manuelle),.

#### Les montures synthétiques
Comme pour les fibres, les montures en matières de synthèse dites plastiques remplacent de plus en plus les matières naturelles pour des raisons de coût, d'approvisionnement, de régularité, et aussi de possibilités d'innovations. Les polymères les plus utilisés sont les thermoplastiques : le polypropylène (PP), le polychlorure de vinyle (PVC), le polyamide (PA) et le polytéréphtalate d'éthylène (PET) recyclé.

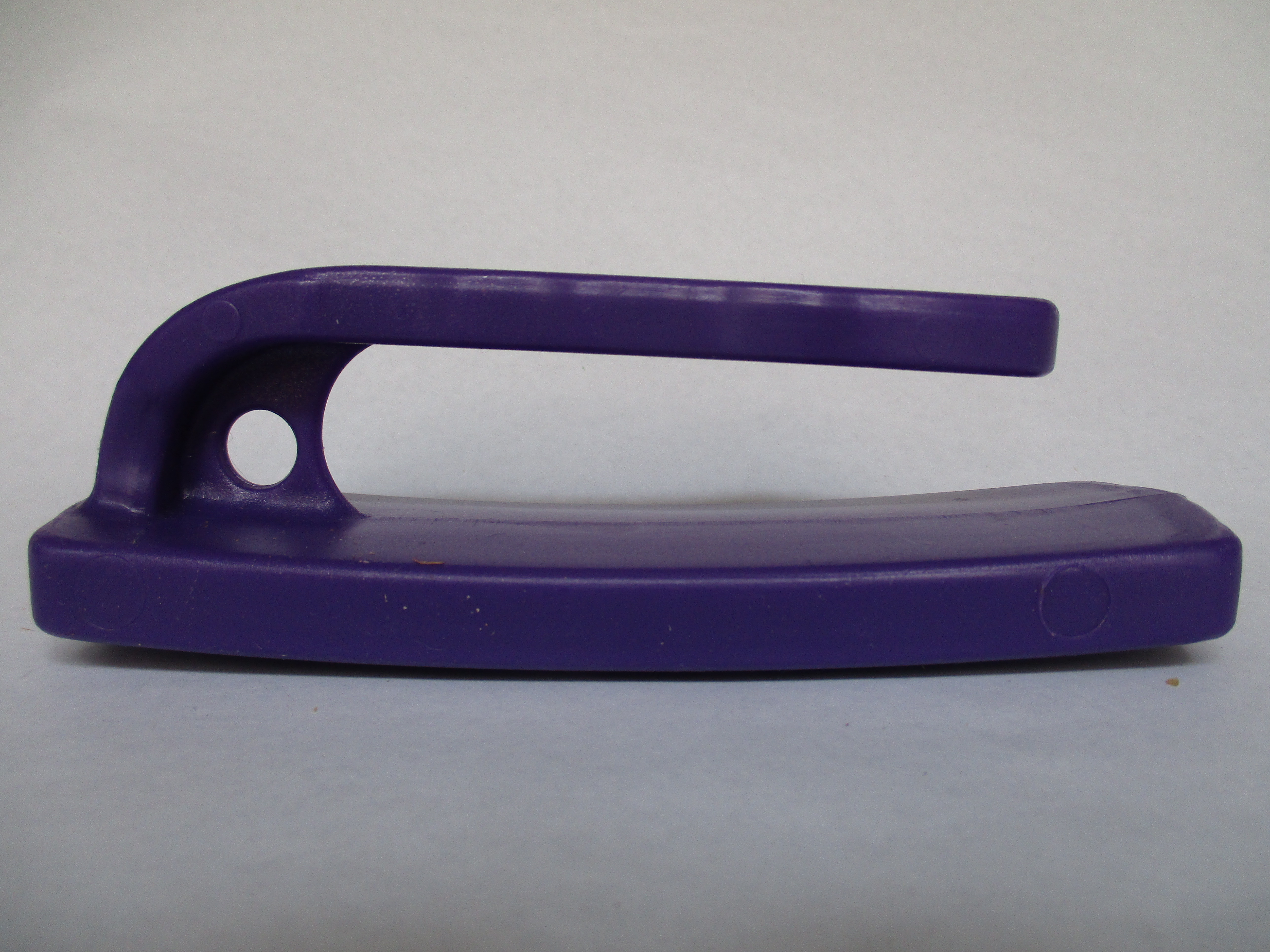
Monture de brosse à main en polypropylène injecté (Maine Brosserie).

Les montures en plastique servent pour tous les types de brosses : de ménage, de toilette, brosses à peindre, pinceaux d'art, brosses industrielles. Associées aux fibres synthétiques, les plastiques ont fait évoluer l'esthétique des brosses, leurs couleurs. Ils ont permis de travailler l'ergonomie des montures, leur design, leur toucher, et d'ajouter des fonctions, par exemple de munir une brosse d'un grattoir.
Ces montures sont fabriquées en plasturgie par injection de granulés de polymères dans des presses à injecter équipées de moules à la forme des montures,. La bi-injection de deux polymères aux propriétés différentes produit les montures bi-matières. Certains fabricants de brosses ont intégré l'injection de leurs montures.
Dans la brosserie, l'injection s'est développée durant la seconde moitié du XXe siècle, beaucoup dans les années 1980. Toutefois des matières synthétiques, notamment le celluloïd, la galalithe, la bakélite etc.,, ont été utilisées pour les montures dès la fin du XIXe siècle. Après la Seconde Guerre mondiale, se sont répandus le plexiglas, le Rhodoïd et d'autres thermoplastiques et thermodurcissables.

### Les moyens d'assemblage

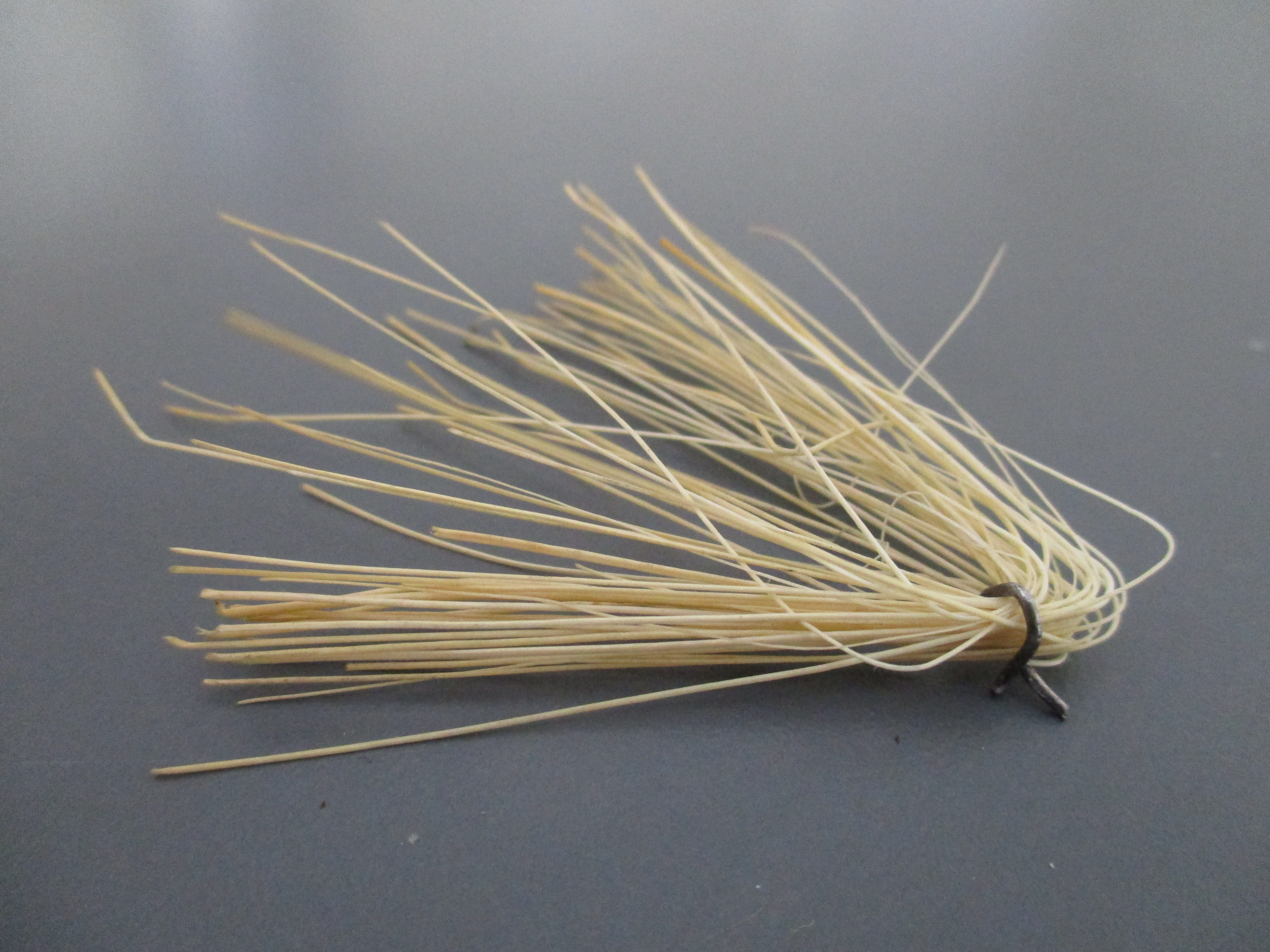
Touffe de fibres et agrafe.

Dans les fabrications mécaniques, le moyen d'assemblage des fibres et de la monture est un élément métallique débité d'un fil, généralement en acier ,:
- soit une ancre, minuscule carré, pour les brosses de petite taille : brosses à dents, brosses à ongles,
- soit une agrafe, dite aussi boucle ou crampillon, en forme de U ensuite plié en X, pour les brosses plus grandes.

Dans les fabrications manuelles, le moyen d'assemblage est un fil, synthétique (nylon), métallique (laiton, acier, bronze) ou une ficelle ; autrefois ce fil était en lin ou un cordonnet de soie,.
Les moyens d'assemblages ont toujours été un domaine de recherche. Des matières adhérentes ont aussi été utilisées jusque dans la première moitié du XXe siècle : poix, colophane, bakélite etc.. Actuellement, ces moyens évoluent vers des procédés par fusion des fibres avec la monture, sans éléments métalliques ni trous, notamment pour les brosses à dents pour des raisons d'hygiène.

## Fabrication

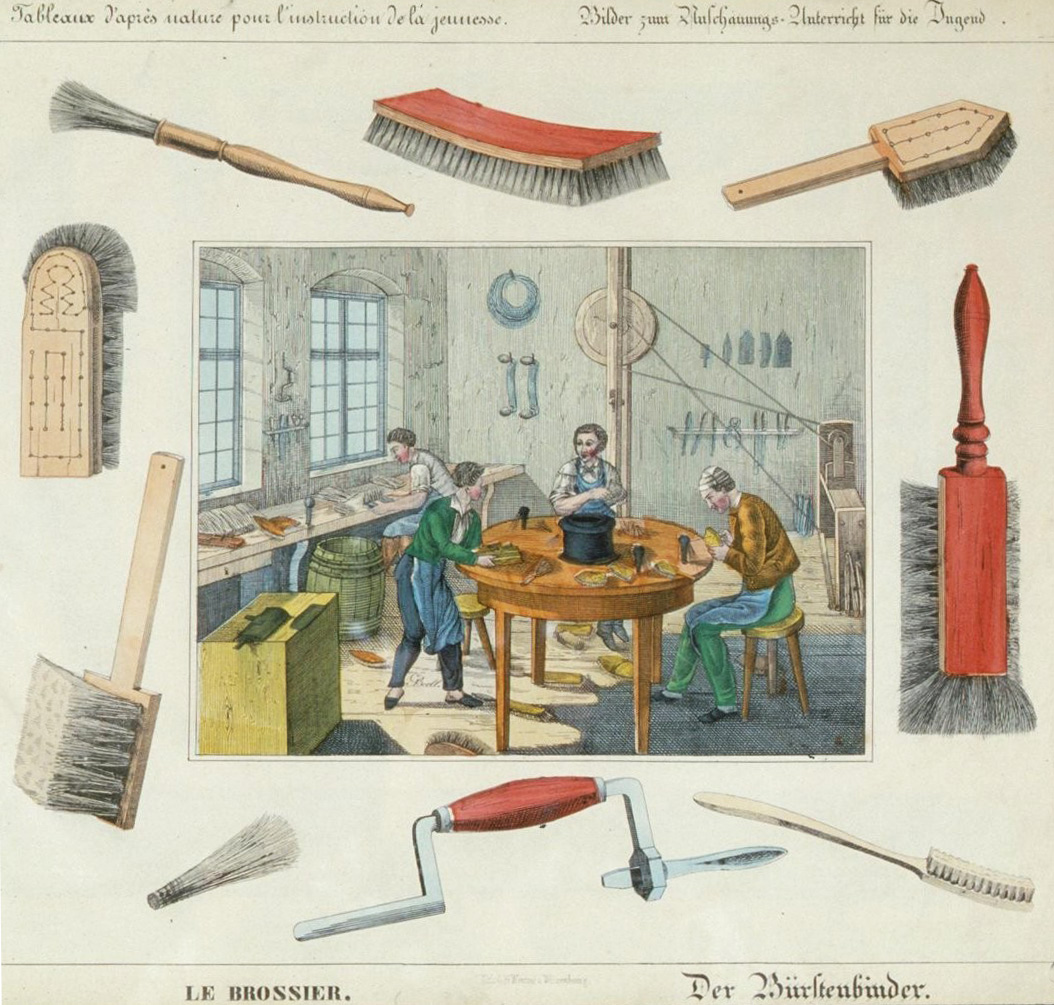
Le brossier
(Jean Frédéric Wentzel, 1847).

Fabriquer une brosse consiste à assembler des fibres et une monture, à la main ou à la machine. Ici sera décrit le principal mode de fabrication des brosses et des balais par implantation ou insertion des fibres dans la monture ; il peut être manuel ou mécanique. (Il existe d'autres procédés : par ligature avec ou sans collage (balai, pinceaux, certaines brosses), par torsion d'un fil métallique enserrant des fibres (écouvillon, goupillon), par sertissage d'une monture métallique sur des fibres (strip).)
Après la préparation des montures, que la fabrication soit mécanique ou manuelle, les opérations brossières proprement dites sont :
- le perçage de la monture,
- le garnissage ou empoilage des fibres dans la monture,
- les finitions, contrôles et conditionnement.

### La fabrication mécanique
La fabrication des brosses est aujourd'hui majoritairement mécanique.

#### Les machines automatiques

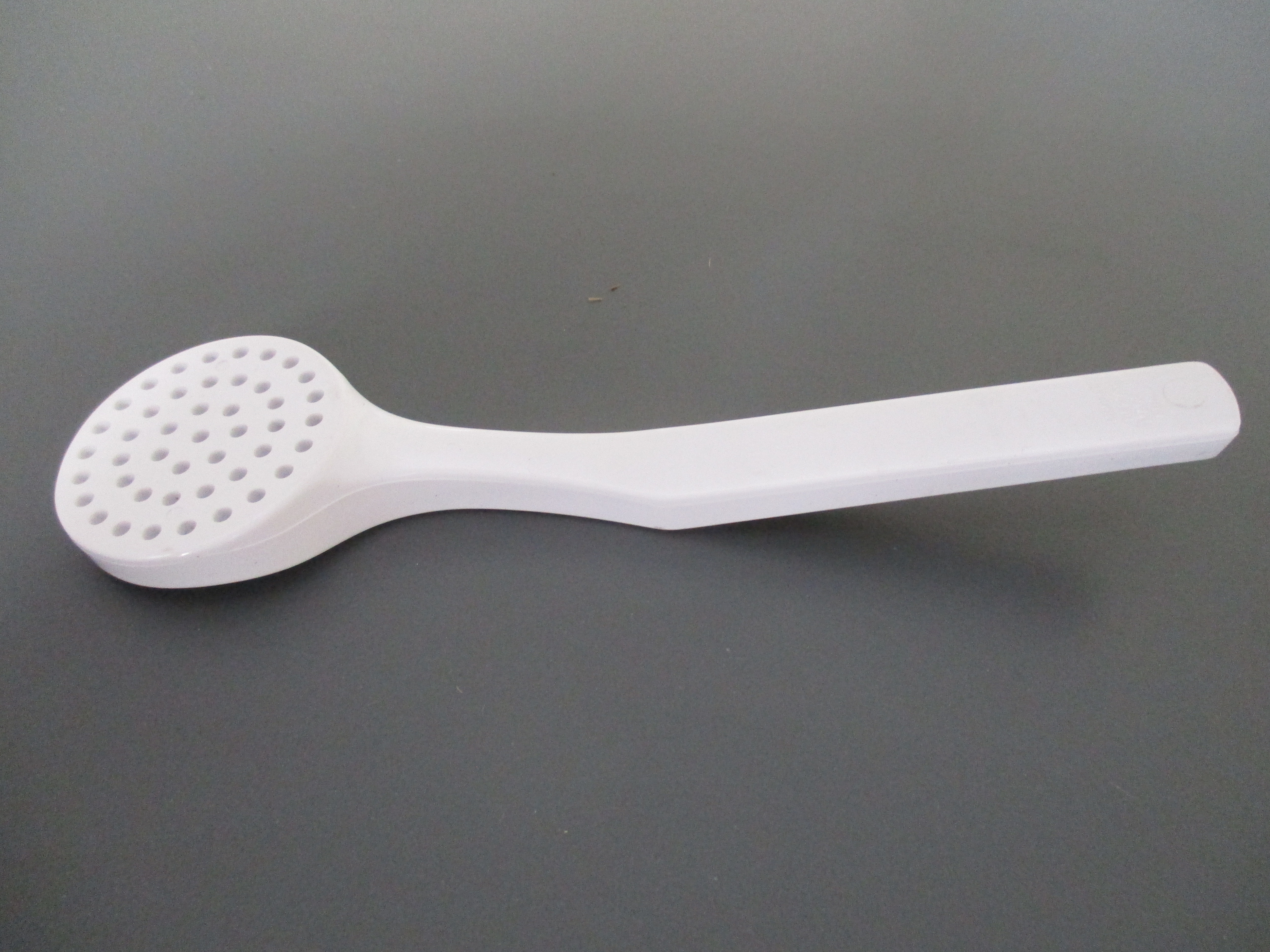
Monture percée de brosse de massage facial (La Brosserie Française).

Les machines de fabrication des brosses les plus utilisées sont des machines-outils à commande numérique, soit des unités de production entièrement automatisées et autonomes,. Il en existe différents types selon le nombre d'outils et le sens de déplacement. Ces machines réalisent plusieurs opérations en parallèle et traitent plusieurs montures à la fois. Elles produisent entièrement une brosse et opèrent à des cadences élevées. Celles-ci sont évaluées notamment par le nombre de touffes insérées par minute : en 2016, elles insèrent entre 600 et 1200 touffes par minute pour les brosses de ménage, 1000 touffes par minute pour les brosses à dents.

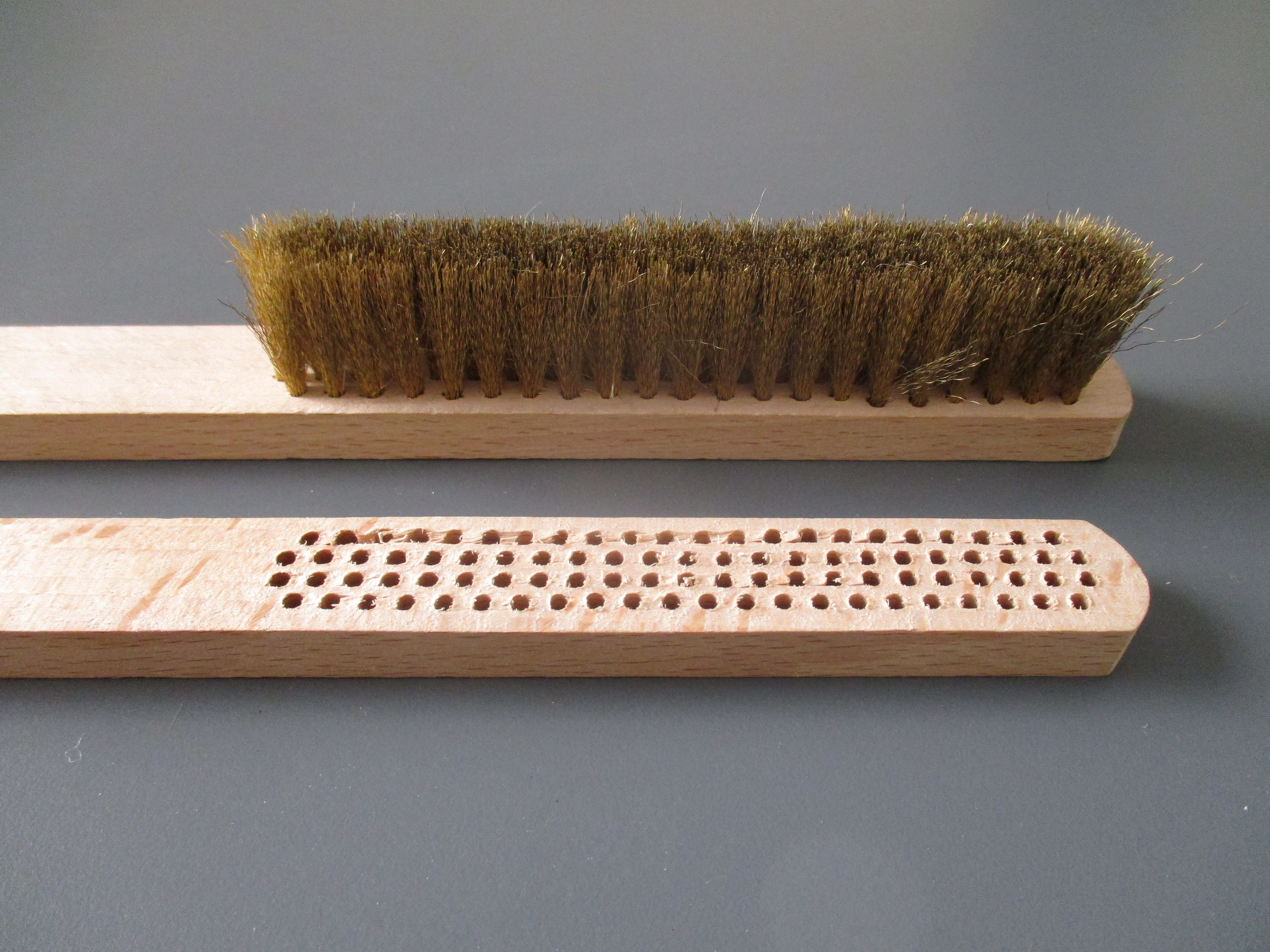
Monture percée et brosse à filet montée en laiton (Brosserie Cardot).

Approvisionnées en montures et en fibres, les machines à fabriquer les brosses ont la particularité d'effectuer simultanément le perçage des montures vierges et l'empoilage des montures percées,. Le perçage est réalisé par des forets, l'empoilage par des inséreurs ; ces outils se déplacent à chaque trou. Devant chacun, l'inséreur amène une pincée de fibres, la plie, et avec un morceau de fil métallique coupé en agrafe ou en ancre, la pousse dans un trou. La pièce de métal, à cheval sur les fibres, se plante dans la monture et les fixe. Avec ses mouvements de va-et-vient, l'inséreur, pièce maîtresse, agit un peu comme l'aiguille d'une machine à coudre, mais le fil est coupé avant chaque insertion pour débiter un agrafe ou une ancre.
Une fois les fibres fixées, ont lieu les finitions. Les fibres sont tondues, égalisées, peignées, nettoyées, celles des brosses à dents meulées pour ne pas blesser,. Les fibres synthétiques peuvent être effilées (taillées en pointe), fleurées (éclatées en plusieurs morceaux). Enfin, les brosses sont contrôlées, marquées, étiquetées, emballées,.

#### Les machines à présenter et semi-automatiques

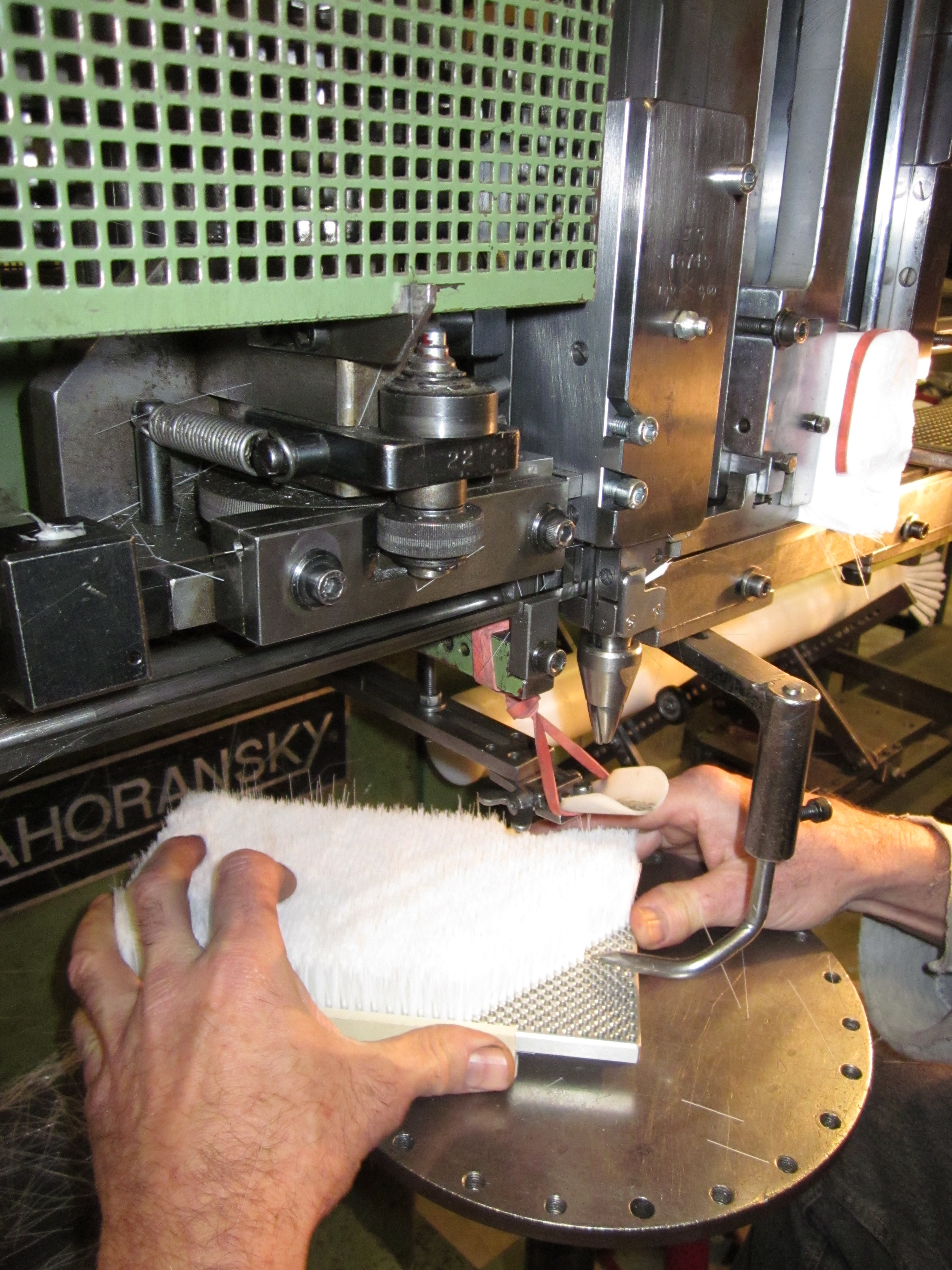
Machine à présenter (Brosserie B2M -Pafloma).

D'autres types de machines, plus anciennes, sont encore parfois utilisées pour des petites séries. Elles datent des débuts du machinisme brossier au tournant du XIXe et du XXe siècle. La machine à présenter, inventée à la fin du XIXe siècle, ne réalise que le garnissage grâce à un inséreur auquel un opérateur présente une monture préalablement percée qu'il déplace à chaque trou,. La machine semi-automatique, mise au point au début du XXe siècle, effectue en parallèle perçage et le garnissage de deux montures (une vierge, une percée) déplacées devant un foret et un inséreur au moyen d'un poste de commande unique, manœuvré par un ouvrier tenant un guidon,.

### La fabrication manuelle
La fabrication manuelle est toujours pratiquée pour les brosses de luxe, principalement pour des brosses à cheveux, mais aussi pour des brosses industrielles impossibles à fabriquer mécaniquement.

Il existe différentes techniques d'assemblage manuel des fibres et des montures. Les principales, décrites ci-après, procèdent par insertion et "couture" au crochet des touffes avec un fil (en nylon, laiton, acier ou bronze, autrefois en lin ou soie,), mais des procédés d'insertion et de collage des touffes dans les trous avec des matières adhérentes (poix, cire etc.,) ont aussi été pratiqués. Une autre technique, le montage en cavalier, consiste à monter des fibres (métalliques) pliées à cheval sur deux trous. Les procédés par couture sont dits " anglais " et " français " mais n'impliquent pas qu'ils soient pratiqués uniquement dans ces pays. 

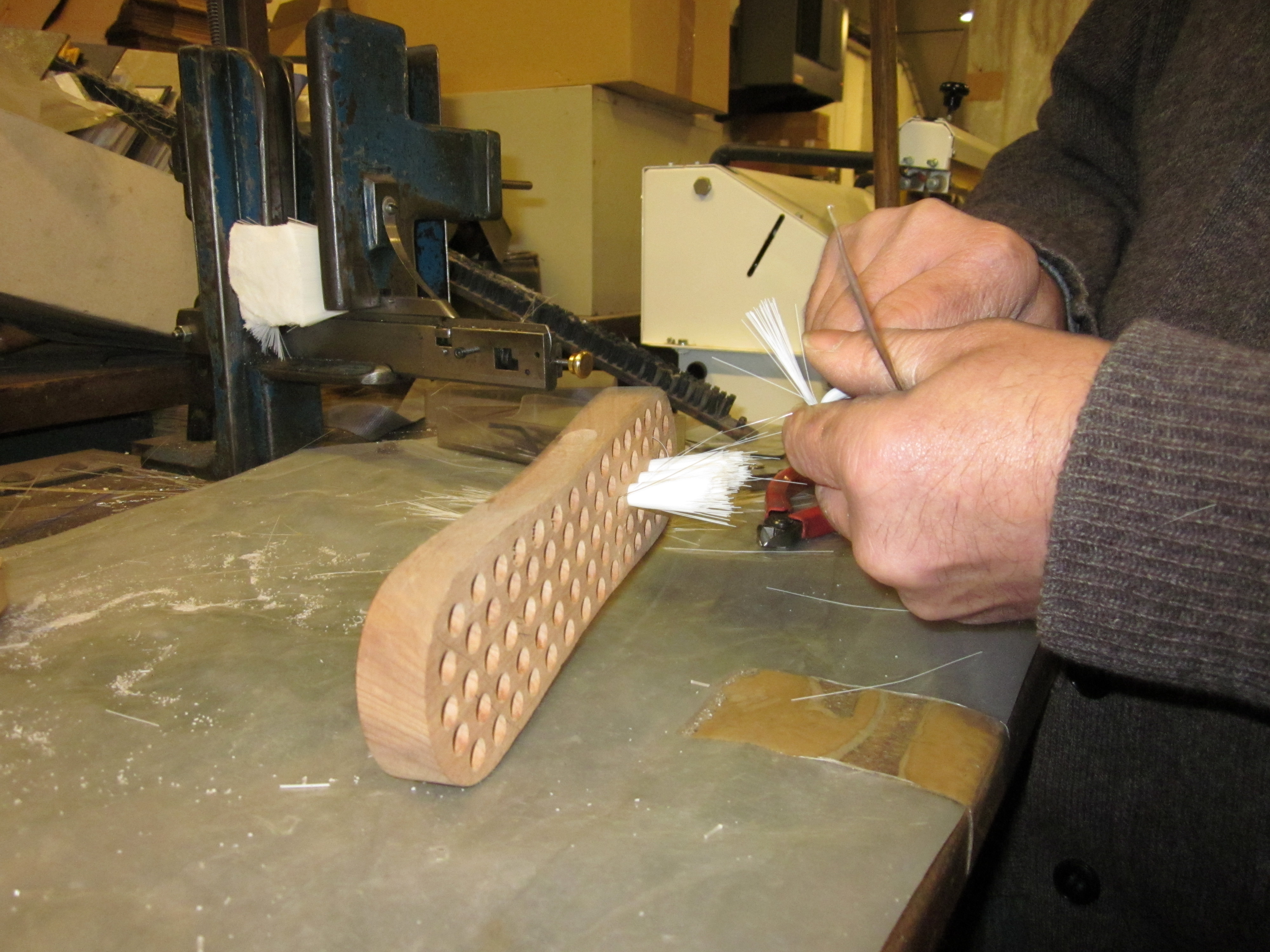
Montage d'une brosse à la main (Brosserie B2M - Pafloma).

Le montage manuel a été courant jusque dans les années 1920 puis a reculé avec la mécanisation jusqu'à pratiquement cesser dans les années 1970. Il s'agissait souvent d'un travail féminin à domicile. Comme il nécessite de l'habileté manuelle et un sens du toucher développé, il est aussi réalisé par des malvoyants. Selon le type brosse ou de balai, le montage manuel garnit 100 à 400 trous à l'heure, une machine entre 600 et 1200 à la minute.
Les techniques de montage manuel nécessitent que les montures soient percées au préalable. Elles nécessitent aussi de savoir saisir entre les doigts une pincée de fibres exacte et identique pour chaque trou à garnir. Lorsqu'il s'agit de soies de porc (le plus souvent), il faut aussi savoir manipuler cette matière glissante. Une petite machine dosant les fibres peut aider à cette opération.

#### Le montage " anglais "
Ce montage est pratiqué pour les brosses de luxe, principalement pour des brosses de toilette (brosses à cheveux, à ongles, à moustache) et pour des brosses à habits.
Le montage anglais nécessite un double perçage de la monture en bois ou en plastique (plexiglas) : l'un vertical au deux tiers, l'autre horizontal, le contreperçage (ou contre-perçage). L'ouvrier perceur effectue le premier perçage avec une machine à foret au réglage minutieux pour que les trous aient les bonnes profondeur et inclinaison,. Puis le contreperceur (ou contre-perceur) pratique le contreperçage en présentant l'extrémité de la monture, guidée à la main, devant un foret ou une mèche souple. Cette opération a pour but de relier entre eux les trous verticaux. Elle est d'une très grande difficulté car réalisée sans visibilité à l'intérieur de la monture et en suivant ses arrondis.

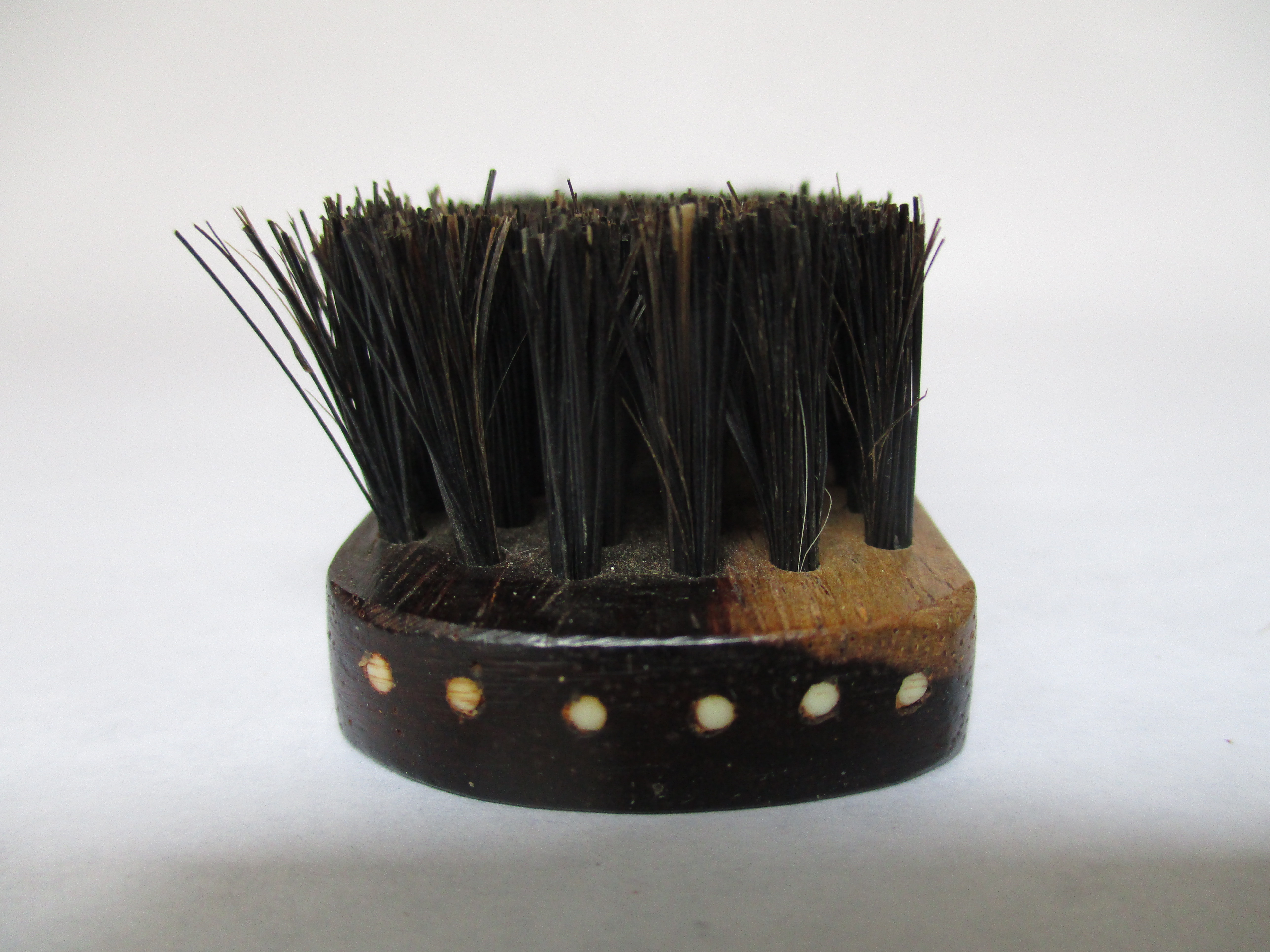
Brosse à habits montée main avec trous de montage apparents.

La monture est ensuite fixée dans un étau devant l'ouvrière monteuse. Celle-ci introduit dans le premier rang de trous horizontaux un fil de nylon (autrefois de lin ou soie) plié en deux. Au bout de ce rang, dans le premier trou vertical, elle saisit au crochet le fil, le tire pour former une boucle, prend une pincée de fibres et la passe dans la boucle. La monteuse tire le fil pour amener la touffe dans le trou et la bloquer,. Le processus est répété pour le trou suivant et pour chaque rang. Une fois la brosse garnie, le fil est coupé, les trous de contreperçage bouchés et les fibres égalisées au ciseau. Les trous de contreperçage restent visibles et permettent de reconnaître une brosse montée main.

#### Les montages " français " et " à la ficelle "

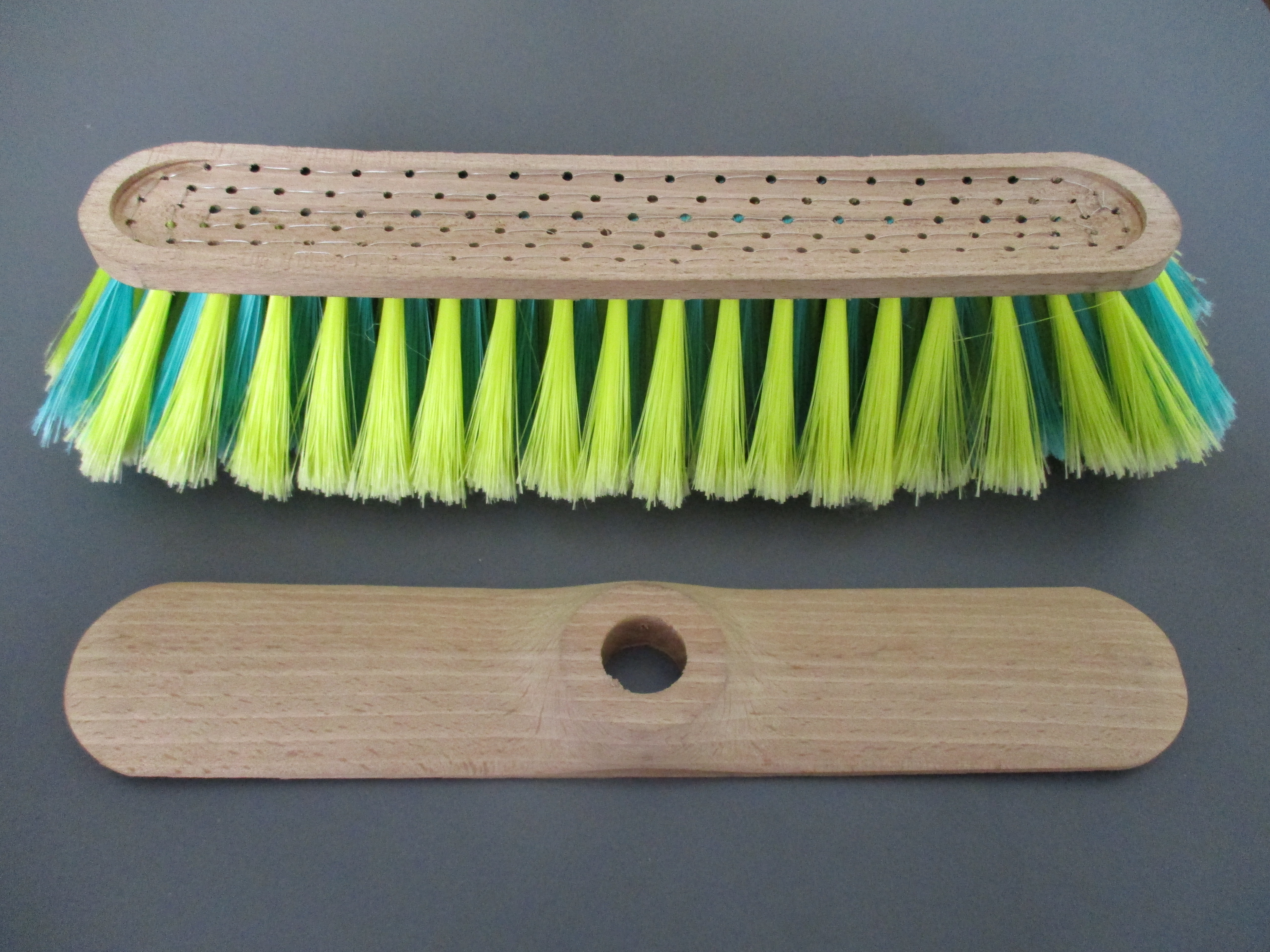
Balai monté main et son couvercle.

Le montage français a été pratiqué pour les brosses à dents en os, montées à la main jusqu'aux années 1960. La monture était percée verticalement au deux tiers, puis des traits de scie horizontaux au dos de la monture reliaient et ouvraient les trous verticaux. La brosse était montée de façon analogue au montage anglais avec un fil de laiton puis le dos de la monture était comblé à la cire. Autrefois, pour les brosses de ménage et les balais, et encore aujourd'hui pour des brosses industrielles, la monture est percée de part en part puis montée " à la ficelle " ou avec un fil métallique (laiton, acier, bronze), toujours de manière similaire au montage anglais,. Le fil est introduit dans un trou pour former une boucle et passer les fibres, puis tiré pour fixer la touffe.
Pour les brosses de ménage soignées, un couvercle en bois était ajouté au dos de la monture pour protéger et cacher l'assemblage,. Pour les brosses de toilette et de ménage de luxe, la monture garnie de fibres était insérée dans une monture en argent.

## Les différents types et usages des brosses
Une brosse peut avoir différents usages :

### Dans les tâches ménagères
- la brosse, brosse de rue, utilisée dans les mêmes conditions que le balai
- la brosse de toilettes
- la brosse à vaisselle ou écouvillon

### En hygiène

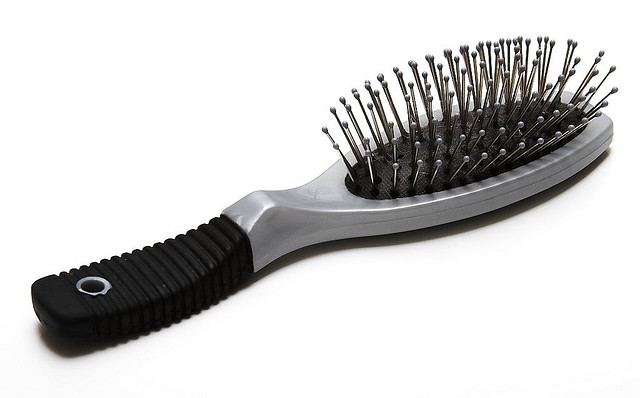
Brosse à cheveux.

- la brosse à cheveux, outil de coiffure
- la brosse à dents, outil d'hygiène bucco-dentaire
- la brosse à ongles
- la brosse exfoliante
- la brosse pour animaux, outil pour lustrer le pelage
- la brosse à dos
- la brosse à vêtement
- le blaireau de rasage

### Dans les arts
- la brosse queue de morue, en peinture, une sorte de pinceau
- la brosse à rechampir, en peinture, une sorte de pinceau
- la brosse d'orfèvre en soie de porc

### Dans les techniques
- la brosse technique à usage industriel
- Brosse de fer
- Brosse de ramonage, outil de ramonage
- Brosse de porte, dans le bas des portes
- Brosse de ponte ou brosse de fraie, en pisciculture
- Brosse d'ébavurage, en soudure
- Brosse métallique

### Par matériau
- Brosse en bois
- Brosse en chiendent
- Brosse en crèpe
- Brosse en laiton
- Brosse en nylon
- Brosse en poil de sanglier
- Brosse en soie
- Brosse en soie de porc

### Autres domaines

#### Matières
- Inox brossé, une variété d'inox
- Métal brossé, une technique qui consiste à faire des motifs décoratifs en fines rayures sur un métal

#### Arts
- Cent coups de brosse avant d'aller dormir, un roman